# 아마루베 철교
아마루베 철교(일본어: 余部橋梁 아마루베 교료[*]→아마루베 교량)는 일본 효고현 미카타군 가미정 아마루베에 있는 서일본 여객철도 산인 본선 요로이역 ~ 아마루베역 사이의 단선 철도 교량이다.
지금의 아마루베 교량은 새로 지어진 것으로, 예전의 아마루베 교량은 강철 트리스트 형태였다.옛 교량은 1912년 3월 1일에 개통하여, 2010년 7월 16일 막차를 끝으로 더 이상 열차가 다니지 않게 되었다. 새로 지어진 지금의 다리는 엑스트라도스드·프레스트리스트 콘크리트(PC) 형태로 2007년 3월부터 공사를 시작하여 2010년 8월 12일에 완공되었다. 옛 교량과 지금의 교량 모두 아래로 나가타니강이 흐르며, 국도 제178호선이 지나가고 있다.
새 다리를 공사할 무렵부터 라이브 카메라가 설치되어 교량 공사의 과정이나 열차가 통과하는 상황, 아마루베 지구의 풍경이 찍힌 사진을 열람할 수 있다. 가장 가까운 역인 아마루베 역의 뒷산에는 전망소가 조성되어 있어 아마루베 역 승강장보다 조금 높은 위치에서 동해 바다를 배경으로 한 아마루베 철교의 전경을 볼 수 있다. 이 곳은 촬영 명소로 인기를 끌고 있다. 전망소는 새 교량의 공사에 따라 2008년 4월 11일부터 한동안 문을 닫았다가, 공사가 완료된 이후 재개방 요청이 쇄도하여 2010년 9월에 열린 가미 정의 정례 회의에서 안건이 통과되어 2010년 11월 3일부터 영업을 재개했다.

## 이름
서일본 여객철도 측의 공식 명칭은 지명인 '아마루베'(일본어: 余部)를 채용한 아마루베 교량이다. 일본어 상용한자에 들어가지 않는 '대들보 량'(梁)자는 히라가나로 표기하는 것(余部橋りょう) 이 원칙이지만, 한자를 그대로 표기하는 경우도 있다. 제2차 세계 대전 전부터 쓰여 온 구자체인 '餘'를 사용해 표기하기도 한다.
옛 교량의 별칭 또는 통칭은 '아마루베 철교'로 이 통칭은 오래전부터 지역에서 쓰여온 것이다. 가미 정 일대의 관광 책자나, 대부분의 일본 지도에서 '아마루베 철교'라는 표기를 사용했다.'아마루베 육교'나 '아마루베 고가교'라는 이름이 쓰이기도 했다. 한편 새 교량의 별칭으로는 정식 명칭에 '새 신' (新)을 붙인 '신아마루베 교량', '아마루베 신교량', '아마루베 신교'가 쓰이며, 철도 동호인 사이에서는 옛 교량을 가리키는 통칭이었던 '아마루베 철교'를 그대로 쓰기도 한다.한편 가미 정 당국은 지역 주민들을 대상으로 한 새로운 애칭을 공모하고 있다.
인접한 아마루베 역은 옛 한자를 써서 '餘部'라고 표기하는데, 이것은 신자체를 사용한 표기인 '余部'를 기신 선의 요베역이 사용하고 있기 때문이다.

## 건설의 배경

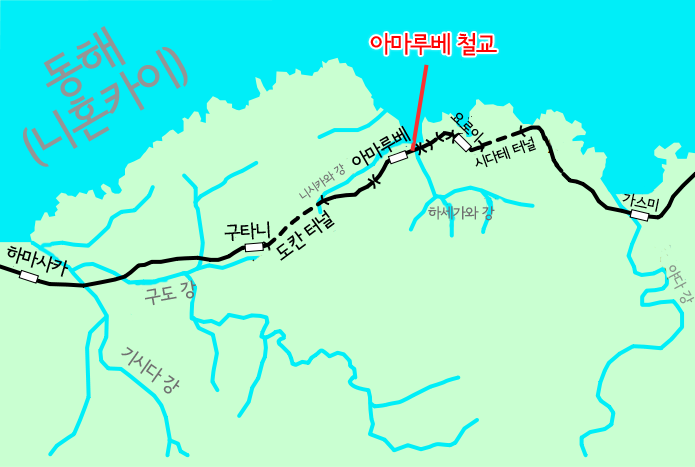
아마루베 철교의 지도 상 위치

아마루베 철교의 건설은 당시 일본의 국유철도망을 관리하고 있었던 철도원이 러일 전쟁 후에 산인 본선 동쪽 구간을 건설하면서 마지막까지 건설되지 않은 와다야마 ~ 요나고 사이를 건설할 무렵에 이루어졌다. 당시 산인 본선은 와다야마 쪽에서 건설이 이루어진 노선인 산인히가시 선과, 요나고 쪽에서 건설이 이루어진 산인니시 선으로 나뉘어 있었는데, 아마루베 철교를 비롯한 산인니시 선의 가스미 ~ 하마사카 구간이 개통하면서 두 노선이 완전히 연결되어, 교토에서 요나고를 거쳐 이즈모이마이치 역 (지금의 이즈모시 역)까지 철도가 이어지게 되었다.
마지막으로 개통된 구간인 가스미 ~ 하마사카 사이는 험준한 산지가 바다를 끼고 이어져 있기 때문에, 해안선을 따라 철도를 건설하기가 어려웠다. 이 구간에 어떻게 철도 노선을 건설하느냐에 대하여 논쟁이 일어나자 요나고 출장소장이었던 이시마루 시게요시가 지금의 안을 꺼냈다. 한편 후쿠치야마 출장소장이었던 모가미 게이지와 교량 기술자 후루카와 세이이치는 내륙으로 우회하자는 안을 주장했다. 내륙으로 철도를 뚫자는 안이 당시의 토목 기술로는 뚫기 어려웠던 장거리 터널이 필요하다는 한계를 가지고 있었기 때문에 이시마루는 자신의 안이 그러한 문제를 피하면서 최대한 짧은 거리에 두 지역을 잇는 방법이라고 주장했다. 그러나 모가미 쪽은 이시마루의 안에 따른 '다리' 또한 초기 건설이 힘들며, 건설 후에도 위치 상 바닷바람이 자주 불어 보수 작업이 까다롭다고 반박했다. 마침내 정부에서는 이시마루의 손을 들어주었다.

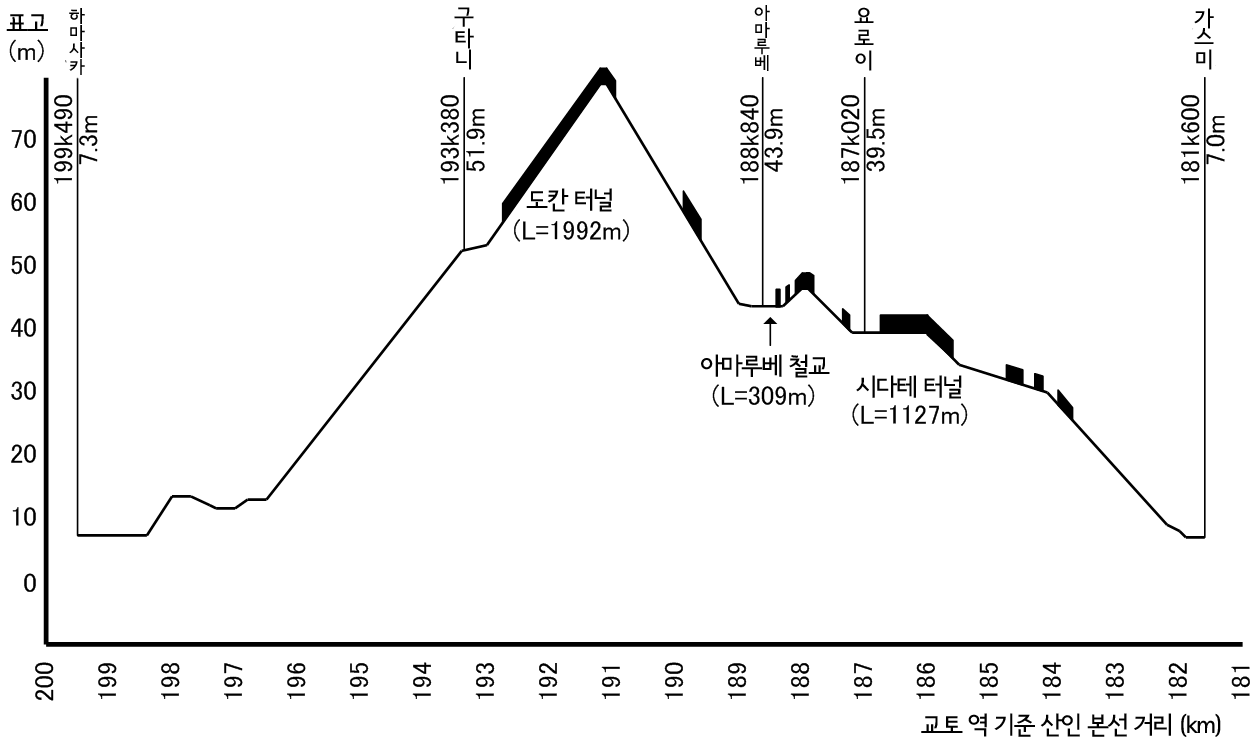
가스미 ~ 하마사카 구간의 고도 분석표

가스미 역의 표고는 7.0 m이고, 하마사카 역의 표고는 7.3 m로 차이가 적지만 가스미와 하마사카 사이에는 큰 산이 자리 잡고 있기 때문에 고도의 기복이 심하다. 장대형 터널을 뚫지 않으려면 대신 산의 최대한 높은 곳까지 철도를 끌어올린 후, 그 곳에 짧은 터널을 뚫어야만 했다. 이 부근으로는 여러 개의 하천이 남쪽에서 발원하여 동해 바다를 향해 흐르고 있기 때문에 강줄기를 따라 산으로 철도를 끌어올리는 것은 불가능했다. 하지만 도칸 고개(桃観峠, とうかんとうげ)에서는 고개 동쪽으로는 니시카와 강이 아마루베를 향해 흐르고 서쪽으로는 구도 강이 하마사카를 향해 흐르고 있었는데 건설 당국은 두 강의 줄기를 이용하여 도칸 고개에서 가능한 한 높은 곳까지 철도를 끌어올린 후, 고개 아래의 표고 80 m 지점에 도칸 터널 (길이 1,992 m)을 뚫는 안을 고려했다.
가스미에서 최대 12.5 ‰까지 기울어지는 구배를 따라 올라, 표고 39.5 m 위치에 있는 요로이역에 도착한다. 그 후 짧은 터널을 지나, 아마루베 철교를 건너 표고 43.9 m의 아마루베 역에 도착한다. 그 곳에서 다시 15.2 ‰의 급구배를 따라 올라, 표고 약 80 m 지점의 도칸 터널을 통과한다. 도칸 터널에서 구타니역까지는 15.2 ‰의 구배가 이어지며, 표고 51.9 m에 위치한 구타니 역을 지나 다시 하마사카까지 13 ‰의 내리막길이 이어진다. 이처럼 가스미와 하마사카, 양쪽을 도칸 고개를 오르내리는 방식으로 연결하는 선형이 채용되었기 때문에 도중에 있는 아마루베에서 나가타니 강이 이루는 300 m 정도의 길고 깊은 골짜기를 정면으로 관통하는 노선을 건설해야 했다. 골짜기를 관통하는 방법으로 교량을 건설하는 안과 둑을 쌓는 안을 검토한 끝에 당국은 다리를 건설하면 약 32억 엔의 비용이 들고, 둑을 쌓으면 약 70만 엔의 비용이 들어 둑을 쌓는 쪽이 더욱 비용이 많이 들어갈 뿐만 아니라, 둑을 쌓으면 아마루베 지역의 촌락이 묻힐 수밖에 없기 때문에 마침내 다리를 건설하는 안을 선택했다.

## 옛 교량
옛 교량은 1909년 12월 16일에 착공하여 1912년 1월 13일에 완성되었으며 같은 해 3월 1일에 개통되었다. 전장은 310.59 m (교대면간 거리 309.42 m)이며, 다리 아래의 나가타니 강의 바닥을 기준으로 한 다리의 위치 상 높이는 41.45 m이다. 공사를 하는 데에는 공사 당시 기준으로 331,536 엔이 들었다. 11기의 교각, 23개의 도리로 구성된 강철제 트리스트교 형태이다. 도리가 23개인 것은 각 교각 위에는 30피트의 도리를, 각 교각 사이에는 60피트의 도리를 따로따로 깔았기 때문이다. 토목학회는 옛 교량을 근대토목유산 중 A급으로 지정했다.
영업 주체인 서일본 여객철도는 2010년 7월 16일 오전 10시 경 하마카제 5호가 통과한 것을 끝으로 영업 사용을 종료하였고, 같은 날 밤에 이루어진 하마카제 호 상행 열차의 회송을 끝으로 모든 운용을 완전히 종료하였다. 다음 날인 7월 17일부터는 구간 운휴를 시행하고, 이 기간 동안 옛 교량의 해체 및 철거 작업을 개시했다. 그 후 새 교량으로 기능을 이관하는 공사를 8월 11일까지 진행하여 2010년 8월 12일부터 새 교량의 사용을 시작하였다.
주변 환경이 험준하고 복잡하기 때문에 치밀한 보수 작업과 적절한 유지·관리가 이루어져 온 것, 철교를 구성하는 각 부분이 정밀하게 처리되어 건설할 무렵부터 철거시기에 이르기까지 결함이 생기지 않았던 것, 다리를 섣불리 교체할 경우 생길 재정적 부담 등으로 인해 98년 동안 계속 쓰이게 되었다. 완성 당시 '동양의 다리 중 가장 큰 다리'(東洋一)라 불린 옛 교량은 운행을 종료할 때까지 일본에서 트리스트교 구조로 지어진 다리 중 가장 길었다.
일부 교각과 도리들은 철거 이후에도 남겨져 전망대의 정비에 쓰일 예정이다. 철거 과정에서 생긴 철강들은 역사적인 자료로 긴키 지방의 몇몇 대학교와 철도종합기술연구소에 기증되어 금속류나 녹 등을 연구하는 데 쓰이거나, 서일본 여객철도가 지방자치단체의 "아마루베 역에 아마루베 철교를 기념할만한 것을 남겨달라"는 요청을 받아들이는 형식으로 아마루베 역 승강장에 설치할 의자로 재활용하는 데에 쓰였다.

### 교량 형식의 선정

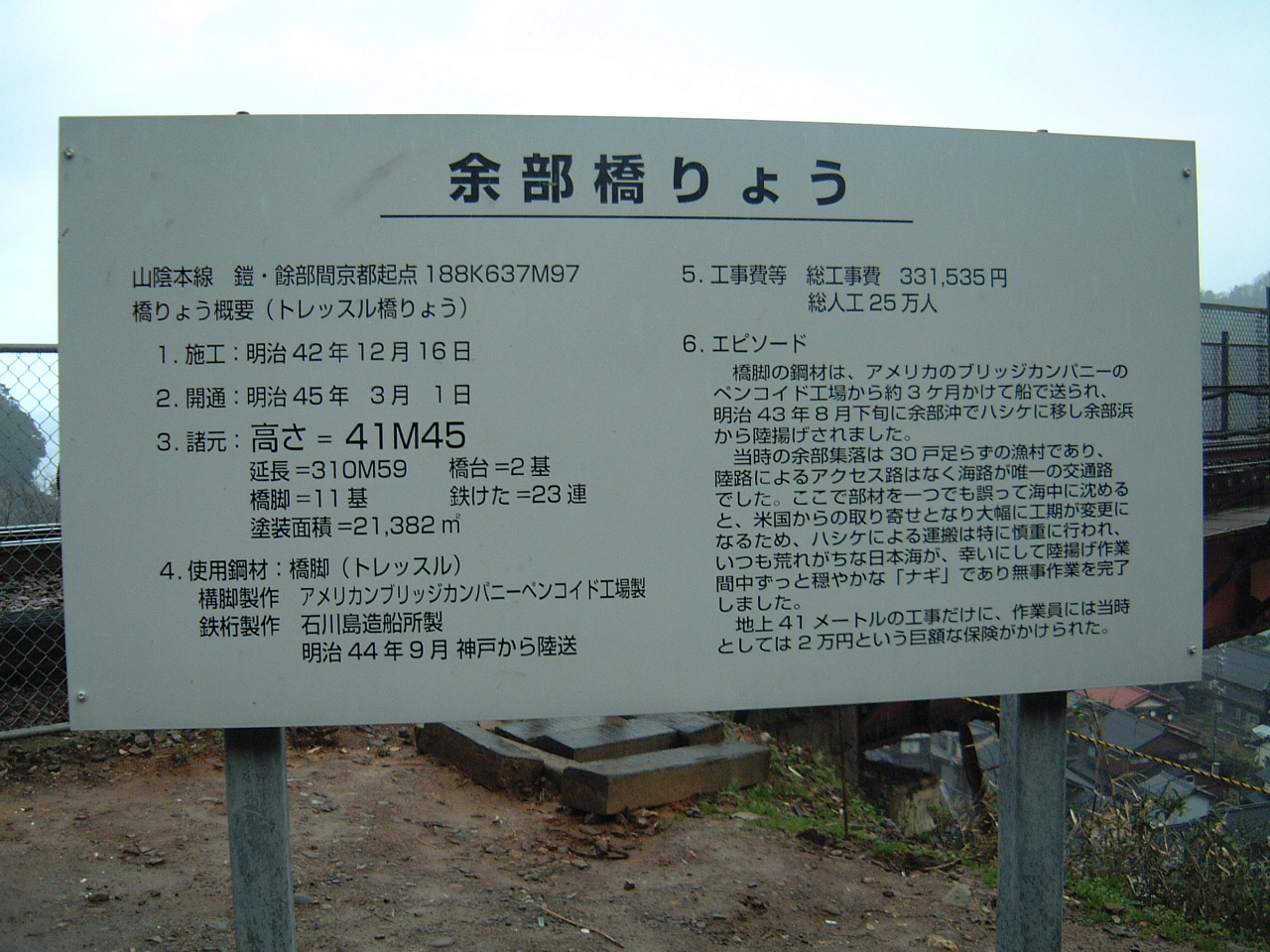
해설 표지판(새 다리가 건설된 이후에는 다른 곳으로 옮겨졌다.)

당국은 교량 건설안을 선정한 뒤 교량을 어떻게 지을 지를 검토하기 시작했다. 양쪽 끝에서부터 건설을 시작하여 사이를 트러스 구조로 연결하는 안, 다리 전체를 트러스 구조로 짓는 안, 프레스드아치 구조로 짓는 안, 캔틸레버 구조로 짓는 안, 완전 아치 구조로 짓는 안, 트리스트 구조로 짓는 안 등이 나왔으며, 당국은 이 중에서 트리스트 구조로 짓는 안을 채택했다.
선정 이후 요나고 출장소에서 일하던 기술자 오카무라 신자부로(岡本 信三郎)가 바다와 인접해 있는 아마루베에 철제 다리를 지을 경우 향후 바닷바람 때문에 생길 부식에 대한 보수 작업에 많은 돈이 들어갈 것을 예상하여 외국의 교량을 참고하고, 오카무라의 모교였던 교토 대학 토목공학과 교수들의 조언을 받은 끝에 상부에 철근 콘크리트 형태의 아치교로 건설해야 한다고 보고했다. 아치교 안은 60피트 간격으로 교각을 건설한 뒤 그 위에 아치교를 가설하는 것이었다. 교토 대학 교수진은 개산공사비에 46 ~ 47억 엔이 들 것으로 예상했으나, 인건비와 보수비용 등을 포함하면 아치교가 다른 안에 비해 상대적으로 비용이 적었기 때문에 오카무라는 아치교를 지을 것을 주장했다. 그러나 철도원 건설부 기술과장이었던 이시마루 시게요시로부터 "관리는 새로운 것을 실험하는 직업이 아니다"라는 면박을 받았다. 오카무라는 이시마루의 면박을 이해할 수 없었지만 반박도 하지 못하였고, 일본 정부가 철근 콘크리트 교량을 건설한 일은 이 교량이 처음이었으며 19세기 당시 세계적으로도 철근 콘크리트 교량이 아직까지 많이 지어지지 않았을 뿐만 아니라 철제 교량을 위한 재료의 발주가 이미 끝난 상황이었기 때문에 당국은 오카무라의 안을 기각했다.
마침내 비용이 적게 들고, 빠른 시간에 지을 수 있는 철제 트리스트 구조로 짓는 안이 잠정적으로 선택되었으나 당시 일본은 고가 형식의 다리를 건설한 적이 없었기 때문에 최종적인 판단은 다리의 설계를 담당한 후루카와 세이이치가 일본 출장을 마치고 돌아올 때까지 유보하기로 했다.
건설 이후 보수 작업이 자주 이루어졌기 때문에 당국이 철강 트리스트 구조안을 채용한 것에 대하여 뒷날 비판을 한 이들이 있었다. 대표적으로 2000년대에 교통지리학자 나카가와 고이치는 "신에쓰 본선 우스이 고개 구간에 래크레일식 철도를 채용한 것과 더불어 사후 보수에 많은 돈을 들이게 했다"는 의견을 보였다. 이러한 의견은 가미가와 유키요시가 쓴 《신일본 철도사》 등에서도 나타난다. 하지만 이리야 료이치는 자신의 저서에서 이와는 다른 의견을 냈다. 이리야는 당시에 만들어진 콘크리트의 품질은 낮았기 때문에 콘크리트 구조로 다리를 지었다면 98년 동안 계속 쓰지는 못했을 것이므로 메이지 시대 말기에 지어진 노선 내지는 교량들 중에서는 좋은 사례 중 하나라고 평가했다.

### 설계

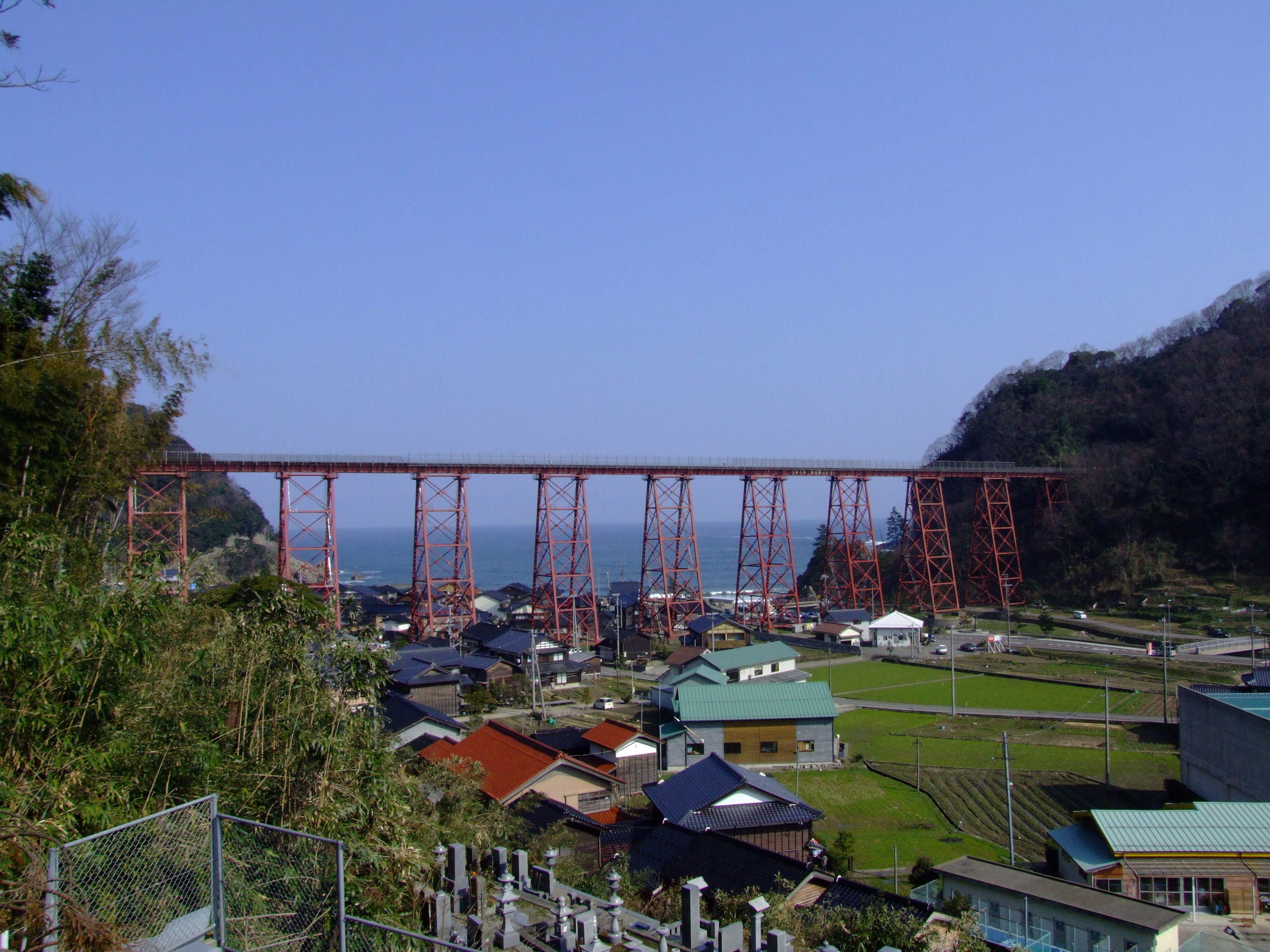
옛 교량 전경. 숲에 가려진 왼편의 1개를 포함해 총 11개의 교각이 있었다.

당국이 교량의 설계를 담당하는 일에 발탁한 인물은 후루카와 세이이치였으나 후루카와는 설계 당시 교량이 아닌 내륙 우회안을 주장한 인물이었다. 후루카와는 당초 40 피트(12.192 m) 간격으로 16개의 교각을 건설하는 내용의 설계도를 작성했다. 1907년 7월부터 1년 간에 걸쳐 후루카와는 유럽과 미국 등지를 돌며 교량 건설이 기술적으로 가능하다는 것을 확인하고, 미국 필라델피아에서 교량 설계 전문가였던 폴 월펠(Paul L.Walfel)에게 건설안의 조언을 부탁한 끝에 교갹의 수는 11개로 줄이고, 교각 위에 30 피트(9.144 m)의 도리를, 교각 사이에는 60 피트(18.288 m)의 도리를 놓는 것으로 설계를 바꾸기로 했다. 설계도 상의 활하중은 축 무게가 15t이며 차축 배치를 1D형으로 한 델타형 증기 기관차를 중련 편성했을 때를 가정한 무게인 쿠퍼 E33이었다.. 일본으로 돌아온 후루카와는 철강 트리스트 구조안을 채용하기로 결정했다.
총 11개의 교각은 동쪽 교토 방면으로부터 차례로 제1호 ~ 제11호까지 번호가 붙었다. 다만 이 구간은 산인니시 선의 일부로서 건설되었기 때문에 다리를 건설할 당시에는 산인니시 선의 기점 요나고 방면을 기준으로 교각을 세었기에 교각의 번호 순서가 정반대였다. 교각 중 양 끝의 제1호와 제11호는 산비탈에 박혀 있으며, 나머지 9개의 교각들은 평지 위에 세워졌다. 기초 부분부터 교각 상단까지의 높이는 36.66 m로 이 위에 높이가 1.587 m인 도리를 깔았다. 거기에 침목과 궤조 등을 합치면 높이가 0.37 m 더 늘어난다. 따라서 나가타니 강의 바닥을 기준으로 한 다리의 높이는 41.45 m로 일반적으로 아마루베 철교의 높이를 따질 때에는 이 값을 사용한다. 제3호 교각과 제4호 교각 사이로 나가타니 강이 흐르며, 제4호 교각과 제5호 교각 사이로는 국도 제178호선이 지나다닌다. 교각의 기둥은 너비가 15인치인 채널형 강(Channel Steel) 두개를 맞댄 형식으로 세워져 있으며, 그 사이를 커버 플레이트와 레이싱 바(Lacing Bar)로 이었다. 선로와 직각으로 놓인 수평재는 너비 10 인치(아랫쪽 세개)와 8 인치(윗쪽 세개)의 채널형 강 두개를 맞댄 형식으로 만들어져 있다. 반면 선로와 평행으로 놓인 수평재는 3.5 인치*3 인치의 앵글 강 4개를 레이싱 바로 이었으며, 경사부재도 앵글 강 2개를 레이싱 바로 이어 만들었다. 그리고 다리 전체에 23개의 도리를 깖으로써 전장은 310.59 m, 교대면간 길이는 309.42 m가 되었다. 철강은 총 1,010 톤이 쓰였으며 다리를 짓는 데에 331,536 엔이 들어갔다.

### 건설 과정

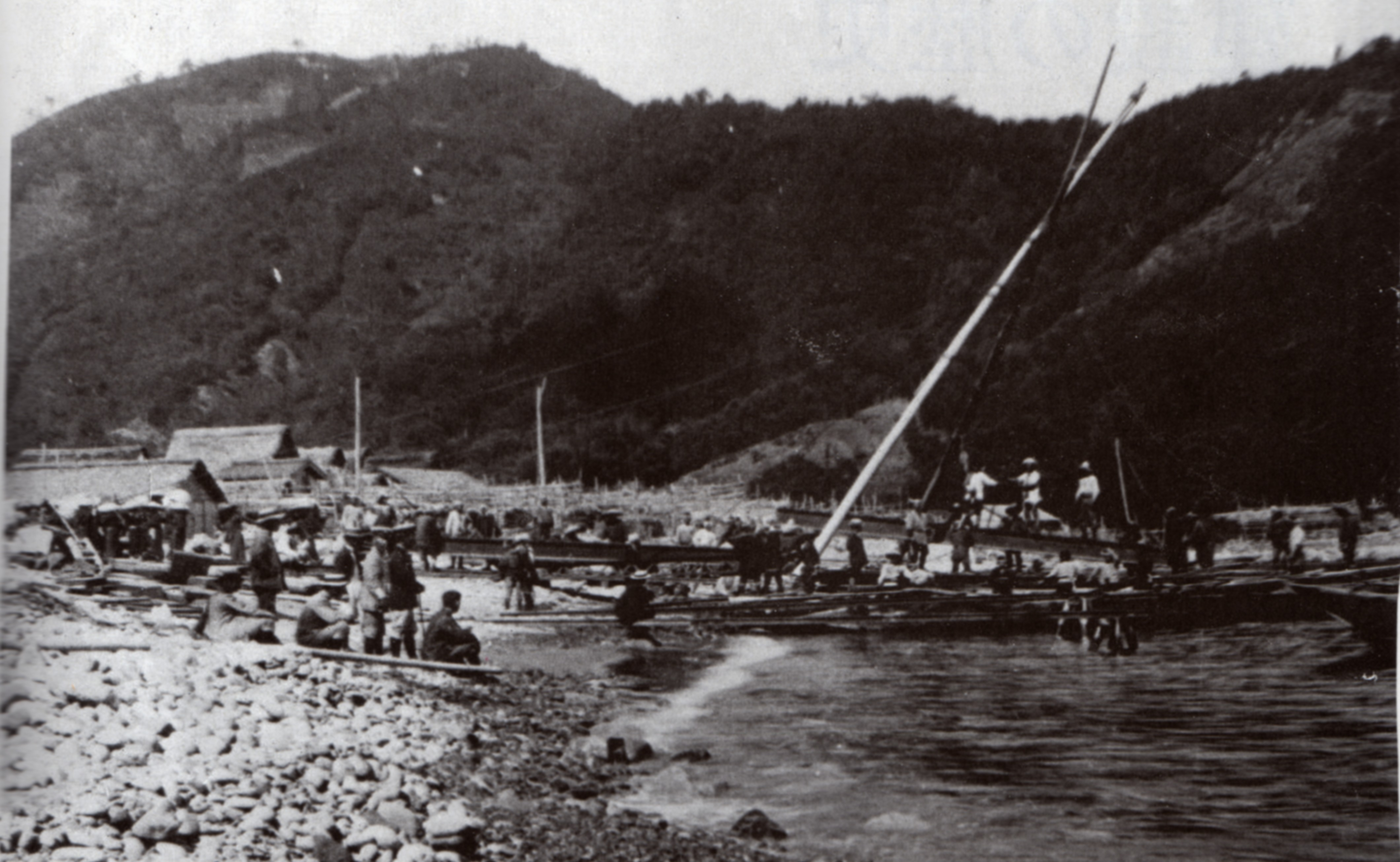
아마루베 해변에 교각 건설 자재들이 준비되어 있다.

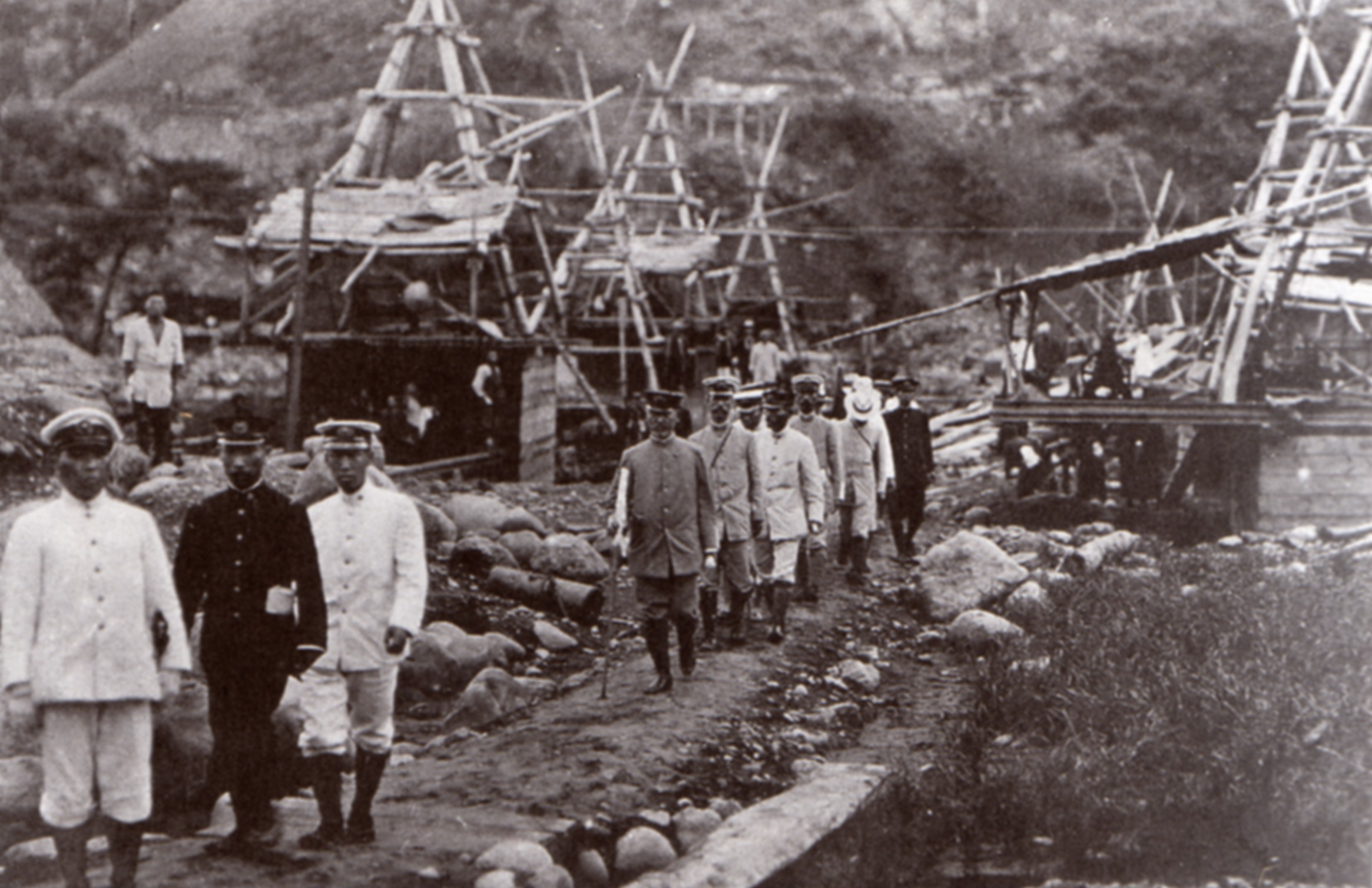
건설 현장을 시찰하는 고토 신페이 철도원 총재. (왼쪽에서 4번째)

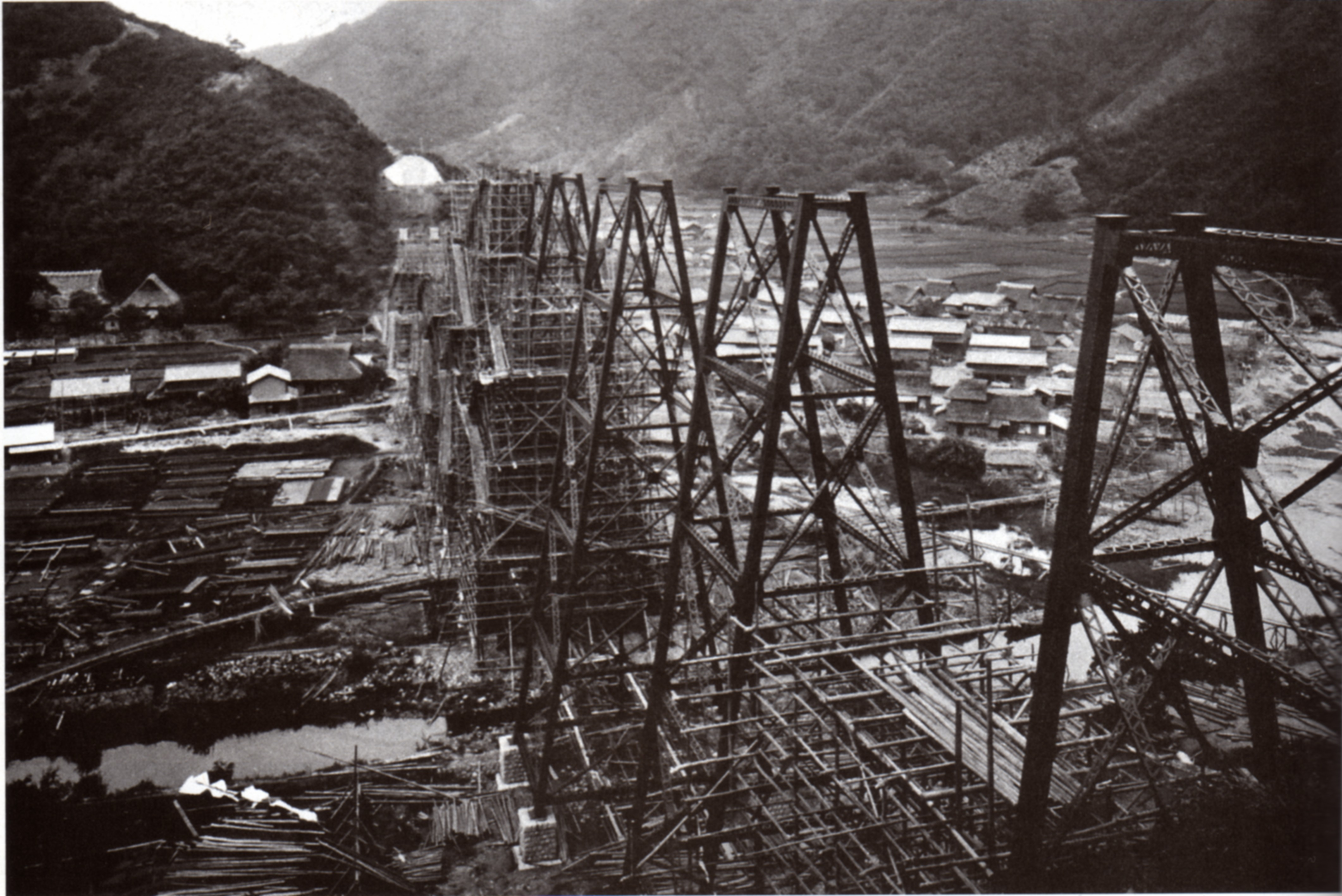
동쪽에서 본 트리스트 구성 작업 현장

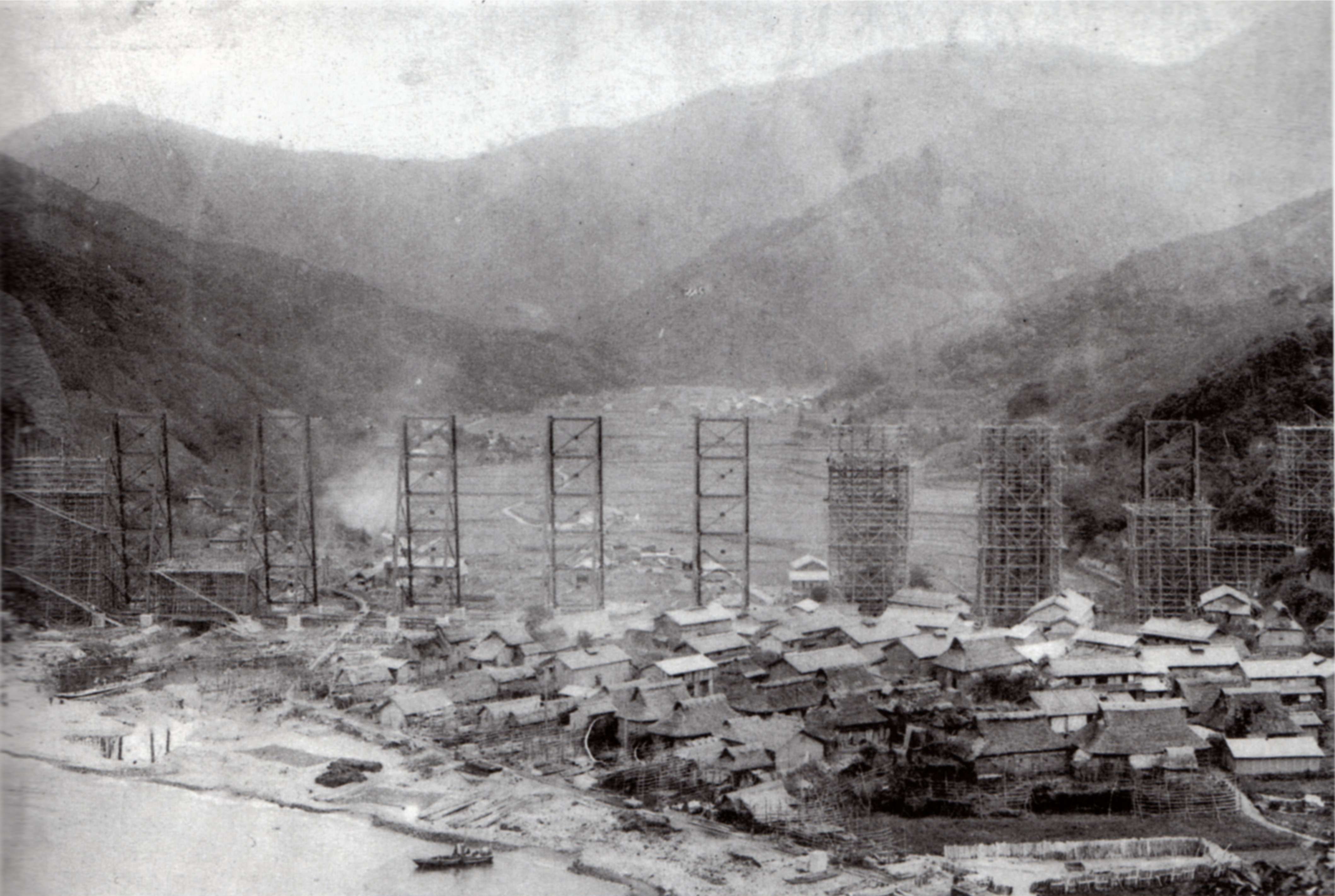
바다 쪽에서 본 트리스트 구성 작업 현장

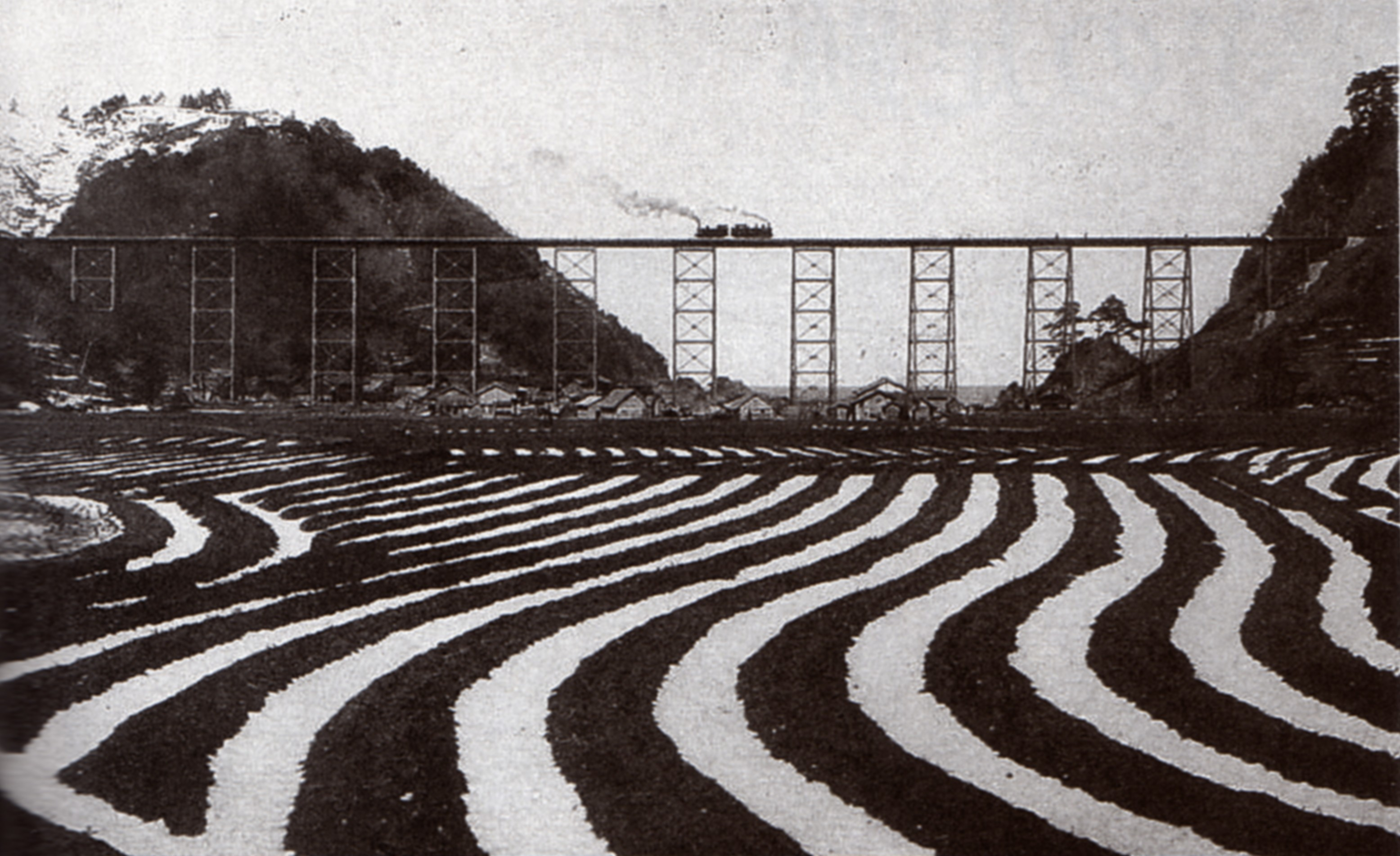
1912년 1월 28일, 처음으로 다리를 건넌 시운전 열차

교량 건설을 앞두고, 당국은 1909년 3월부터 현지의 지질 조사를 실시했다. 그 후 같은 해 12월 16일부터 기초 공사를 진행했다. 기초 공사에는 패널 공법이 쓰였는데 복잡한 지층과 파묻혀 있었던 나무, 돌 때문에 패널을 묻는 데에 어려움이 있었다. 또한 교량이 해안에서 가까운 곳에 지어지고 있었기 때문에 땅을 파는 과정에서 물이 솟구치는 일이 잦았다. 때문에 현장 감독이었던 오카무라 신자부로는 잠수복을 입고 현장의 상황을 지휘해야만 했다. 교각 5호와 6호 사이에서는 민물이 솟구쳤는데 솟구치는 민물은 그 자리에 우물을 만들어 모아서 주변 마을 지대에 용수로 공급했다.
최하층에는 콘크리트를 깔고, 그 위에는 가까운 마을에서 캐낸 돌을 쌓아 교각의 기초 구조를 짰다. 이 돌더미들은 나중에 이루어진 보수공사 중에 콘크리트로 바뀌었다. 또한 교각 9호와 10호는 늪지에 있어 지반이 약했기 때문에 소나무로 만든 길이 5.5 m의 지지대를 주탑 1기마다 25개씩, 교각 1개마다 100개씩 꽂은 뒤 그 위를 콘크리트로 덮어 기초를 만들었다. 기초 공사를 하는 데에는 1년 7개월의 시간이 걸려 1911년 6월 15일에 마쳤다. 기초 공사에 든 비용은 총 85,124 엔이었다.
미국의 세일 앤 프레이저(Sale and Fraser)의 중개와 주문을 거쳐, 철강 652.496 t과 앵커볼트 12.72 t이 아메리카 브리지사의 펜코이드 공장(지금의 A&P 로버츠사)에서 교각을 제작하는 데 쓰였다. 규슈의 모지항에 입항된 교각들은 기선 '유미하리마루'를 통해 1910년 8월경에 아마루베에 도착했다. 한 개의 재료라도 중간에 잃어버리면 미국에 다시 주문을 하기 위해 많은 시간을 허비해야 했기 때문에 육지로의 운반 작업은 철저하게 이루어졌고, 모든 재료가 안전히 육지로 옮겨졌다. 그 후 육지에 올려진 교각들을 점검하여 운반 중에 생긴 녹 따위를 다듬는 작업이 이루어졌다. 리벳을 꽂기 위해 쓰는 공기압착기의 정비 작업도 함께 이루어졌으며 이러한 보수 작업에는 834엔이 들었다. 또한 교각들에 녹이 스는 것을 막기 위한 도장 작업도 이루어져 총 넓이 약 14,463 m²의 모든 교각의 면과 총 넓이 4,519 m²의 모든 도리의 면에 색이 두 번 칠해졌고, 교각을 조립한 뒤에 다시 한번 겉색이 덧씌워졌다. 이와 같은 도장 작업에는 13,440 엔이 들었다.
교각의 조립 작업에 대한 책임은 철도원이 맡았다. 철도원은 공사 작업을 오사카에 있는 조슈야의 노무자들에게 하청하였다. 1911년 5월부터 교각의 조립 작업이 시작되어 동쪽의 1호부터 시작해 약 5개월 동안 작업이 계속되었다. 인부들은 교각 하나 하나를 만들 때마다 약 2,300개의 통나무로 조립한 45 m 높이의 임시 가설물을 설치하고, 그 위에서 트리스트에 리벳을 꽂았다. 공사 과정에서 교각에는 약 49,800개의 리벳들이 꽂히게 되었다. 가설물을 건설했다가 도로 해체할 때까지 교각 1개를 공사할 때마다 40일이 걸렸기 때문에 인부들은 기간을 줄이고자 3 ~ 5개의 교각을 동시에 지었다. 리벳 작업을 제외한 자재 비용을 포함하여 교각을 건설하는 데에는 132,828 엔이 들었다.
도리는 독일의 구테호프눙스테(Gutehoffnungshütte)에서 제조한 철강을 수입하여 이시카와시마 조선소(지금의 IHI)가 제작한 것을 사용하였다. 고베를 출발한 공사 열차에 실린 도리들은 1911년 9월 경 아마루베에 도착하였다. 도리의 본체의 무게는 305.59 t, 부속 보도 부분의 무게는 33.84 t, 난간 쪽에 설치될 가스관의 무게는 5.31 t이었다. 요로이 역 구내에서 약 17,200개의 리벳을 미리 꽂은 뒤 조립 작업이 시작되었다. 리벳을 꽂는 데 든 비용은 교각 조립 때 이루어진 리벳 작업 비용을 포함해 12,922엔이었다. 10월 하순, 11월 하순, 12월 하순에 컨틸레버 공법을 통해 도리의 가설이 이루어졌다. 인부들은 교각과 교각 사이에 건축용 임시 가설물을 세우고, 가설물 사이를 레일로 이어 레일들이 도리의 무게를 버티도록 한 뒤 가설 작업을 진행했다. 또한 교각 위의 도리를 가설하는 작업은 교각 최상단에 세운 임시 가설물을 통해 진행했다. 가설을 마친 후 다리 구석에 보행자 전용 통로와 난간을 설치하고, 궤목과 궤도를 까는 작업이 이루어졌다. 자재 비용을 포함하여 도리를 가설하는 데에는 80,121엔이 들었다.
교각을 짓는 데에는 33만 엔의 비용과 25만 명의 인원이 들어갔다. 매우 위험한 공사였기 때문에 현장의 공사를 지휘한 오카무라 신자부로는 2만 엔 어치의 생명보험을 들었다. 이 위험한 작업을 맡은 인부들은 많은 보수를 받았으며 다리가 지나가는 아마루베의 마을들에는 개발 붐이 일었다. 교량 공사 중에 2명이 사고로 죽었으며, 83명이 다쳤다. 공사를 마치기 직전에는 선로의 밸러스트를 부설하기 위해 온 화차가 미끄러져 다리를 통과한 사실상의 '처녀 운행'이 이루어지는 일이 있었으나, 이미 인부들이 공사 자재들을 정리하고 레일의 연결을 마친지 오래였고, 화차는 다리를 건너 동쪽 지점에 멈춰 피해는 발생하지 않았다.
마침내 1912년 1월 31일 모든 공사가 끝났다. 1월 28일 시운전 열차가 처음으로 다리를 건넜는데 이는 종교적 경험이 있었던 아마루베 대기소의 고용주가 '좋은 날'이라고 잡은 날짜로 산인 지방이 겨울에 날씨가 좋지 않은 지역임에도 불구하고 그 날은 날씨가 맑아 시운전이 무사히 이루어졌다. 이 시운전에는 C형 탱크 기관차 중련 편성이 투입되었으며 1480형 1484호(중량 30.8 t)과 2100형 2112호(중량 44.75 t)가 다리 위를 속도를 바꿔가며 몇차례 건너면서 다리의 처지는 정도를 쟀다. 3월 1일 교량이 있는 구간을 포함한 교토역과 이즈모이마이치 역 사이의 산인 본선 전 구간이 개통되었다.

### 개통의 영향
산인 본선의 전 구간이 뚫리기 전까지 산인 지방에서는 마이즈루와 사카이(지금의 사카이미나토)를 잇는 철도 연락선의 운행이 이루어져 왔다. 처음에는 힌카쿠 철도가 이 연락선을 운영하고 있었으나, 철도원이 힌카쿠 철도를 국유화하면서 연락선의 운영까지 그대로 인수했던 것을 산인 본선이 뚫리고 얼마 지나지 않은 1912년 3월 31일을 끝으로 폐지했다. 그 때까지 연락선의 소요 시간을 포함하여 교토와 이즈모이마이치를 오가는 데에는 24시간 19분이 걸렸으나, 산인 본선 열차를 이용할 수 있게 됨으로써 소요 시간은 절반 수준인 12시간 49분으로 줄어들었다. 또한 총 운임도 4엔 61센에서 2엔 84센으로 크게 줄어들었다. 아마루베 철교의 개통에 대해 당시 내각총리대신이었던 사이온지 긴모치는 "(산인 지방의) 인문과 산업 환경을 개선하고…… (중략) 앞으로 산인의 미래를 기대하게 만들어 줄 일"이라며 극찬했다.
산인 지방의 산업은 사카이를 중심으로 한 수운 교통에 의존해 있었으나 산인 본선이 완전히 이어진 이후 제2차 세계 대전 특수를 거치면서 철도 수송의 점유율이 커지게 되었고, 산인 지방의 산업과 사회에 여러 영향을 끼쳤다. 우선 이즈모타이샤 참배나 기노사키 온천을 비롯한 온천 지역으로의 관광객들이 늘어났고, 돗토리 현에서는 제지용 원목이 4배, 기타 목재가 3배, 무명이 2배, 종이가 1.3배 정도로, 여러 품목의 생산량이 늘어났다. 또한 호키 소를 비롯하여 산인 지방에서 키우는 소들의 생산량도 증가하였다. 그러나 철도의 개통은 이촌향도 현상도 가속화시켜 철도 개통 이후 산인 지방 도시들의 인구 증가율은 낮아졌다. 《돗토리 현사》(縣史)에 따르면 돗토리 현은 철도의 개통으로 게이한신 지방의 공산품들을 구입하는 시장이자 제1차 산업을 중심으로 한 전원적인 지역으로 변모했다고 평가했다.

### 보수 작업

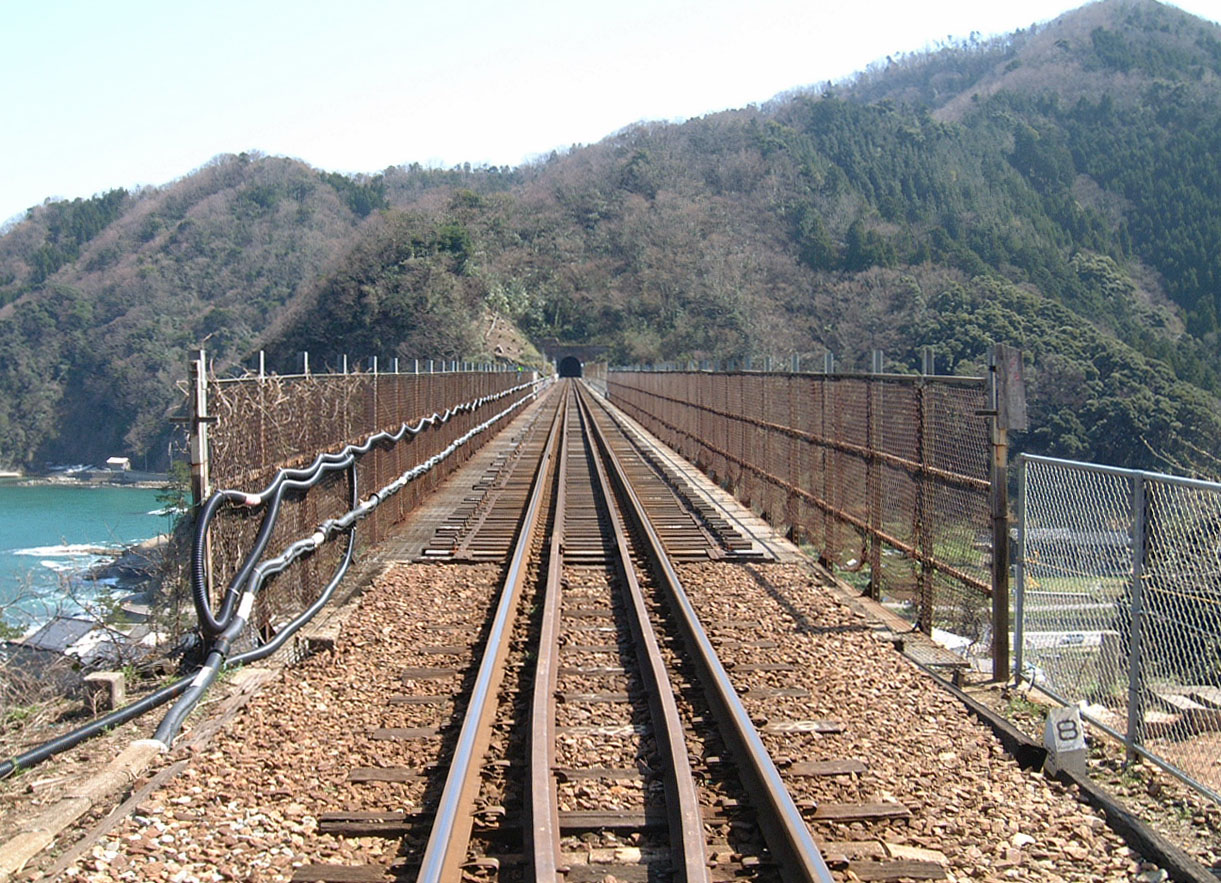
아마루베 역 쪽에서 본 다리

주위의 세 방향으로 모두 산이 둘러쳐져 있으며 북쪽으로는 바닷가와 붙어있는 험준한 지형과, 계절풍과 폭설을 동반하는 산인 지방의 겨울 때문에 다리를 완성한지 3년 뒤에는 도장 작업이 이루어졌고, 5년 후에는 썩은 부품을 교체하는 작업이 이루어졌다. 또한 항상 크고 작은 보수 작업이 필요했기 때문에 1917년부터 1965년까지 공사주임이 항상 머무르면서 다리를 유지·관리하였다. 역대 주임은 5명이었는데, 처음의 두 명은 철교의 도장 재료를 공급하던 니혼 페인트의 사원 출신으로 일본국유철도가 이들을 고용하여 주임 자리를 맡겼다. 반면 이후의 세 명은 모두 아마루베 지역 당국에서 채용했다.
제8호 교각과 제9호 교각 사이 철교 바로 아래에는 예전에 주임이 갈무리한 작업 용구 따위를 보관하는 보관소가 세워져 있었다. 또한 동쪽의 히가시시타야 터널 입구에는 경비초소가 세워져 있었다.
녹이 스는 것을 막는데 쓰인 도장은 시간이 흐르면서 약해졌다. 도막(塗膜)에 생긴 구멍으로 수분과 염분이 파고들어가 교각이 썩기 시작했고, 도막 자체도 노쇠해져갔다. 보수 작업은 이러한 도막의 이상을 미리 발견하여 그 주변의 도막을 쇠망치, 스크레이퍼 따위의 공구로 벗겨내는 미봉책이었고, 다리의 부식을 어느 정도 늦출 수 있었다.
그러나 제2차 세계 대전 시기에는 자재의 부족과 혼란한 정세 등으로 보수 작업이 제때 이루어지지 못했기 때문에 노후화가 심해졌다. 전쟁이 끝난 뒤 녹을 없애는 데 쓰일 페인트가 한번에 1,000통씩 지급되었고, 주임뿐만 아니라 본부에서 파견한 지원 담당자까지 거들어 다리의 부식을 다시 한 번 막아냈다.
1950년대 중반부터 1970년대 중반에 걸쳐 세 번의 대규모 보수 장기 계획이 실시되었다. 우선 1957년부터 1964년까지 제1차 5개년 보수 계획이 이루어져 선로와 평행으로 놓인 수평재와 부수직재 410개의 교체가 실시되었다. 1963년부터 제2차 5개년 계획이 실시되어 앵글강의 교체가 이루어졌다. 1964년에는 선로와 직각으로 놓인 수평재의 교체도 실시되었다.
1968년부터 1976년까지는 제3차 8개년 계획이 이루어져 수평재와 경사 부재를 전부 갈아끼웠다. 이로써 2차 부재는 전부 교체되었고 도리, 교각의 주탑만 건설할 무렵의 것을 그대로 쓰게 되었다. 이 교체 작업으로 그 때까지 채널형 강과 앵글강으로 이루어져 있던 수평재와 경사 부재는 H형강으로 바뀌었다. 그리고 도료를 개량된 것으로 바꾸는 작업도 실시되어 유성 도료에서 염기성 크롬 산화납, 프탈산 수지 도료, 염화 고무 계열 도료 등으로 점차 개선되었다.
공사주임을 두지 않게 된 이후에도 바닷바람과 자주 부딪치는 교각에 녹이 스는 것을 방지하기 위해 4 ~ 5년 꼴로 1번씩 도장 작업이 이루어져왔다. 철도도장사 (뒷날의 건설도장공업사)가 하청을 받아 20인조의 작업반을 짜, 봄에서 가을까지 이동식 비계와 작업용 곤돌라 등을 사용하여 도장 작업을 진행했다.
이러한 보수 작업을 통해 교량 이전 사업을 검토할 무렵 실시된 안전성 검사에서 중심부 교각의 단면 결손도가 12.5 %로 기록되는 등 옛 교량은 비교적 양호한 상태로 남을 수 있었다. 또한 한신·아와지 대지진 후에 새로 짜인 내진 기준도 앵커볼트를 늘리기만 하면 충분히 통과할 수 있음이 드러났다.
한편 아마루베 철교의 내구성에 대한 실험이 이루어지기도 했다. 다리 주위의 험난한 지형을 역으로 이용하여 철도종합기술연구소와 서일본 여객철도, 일본철강재연맹 산하 교량용 철강자재 연구회가 2003년부터 3년 동안 다리의 철강 재료를 빛에 장시간 노출시키는 실험을 하였는데, 이들은 옛 교량의 각 부분에 바펜식 측량용 조각을 부착한 뒤 실험의 경과를 지켜보았다.
그러나 보수 경비의 부담은 철거시기를 앞두고 기둥과 리벳을 비롯하여 교량을 구성하는 주요 부품의 노후화가 심화되어가면서 더욱 커졌다. 2006년 시점에서 아마루베 철교 활용 검토회는 한 해 약 2,300만 엔의 보수비용이 들어간다는 분석 결과를 내놓았다.

### 재해와 전쟁의 영향
옛 교량은 자연 재해와 전쟁으로 피해를 입기도 했다. 1927년 3월 7일에 기타탄고 지진이 일어났을 때 아마루베 철교 서쪽의 둑 구간이 무너지고, 교각의 일부가 가라앉아 산인 본선의 운행이 끊기는 일이 발생했다.
또한 제2차 세계 대전으로 일본이 전쟁을 벌이는 동안에는 자재가 모자라 보수 작업에 차질이 생겼지만, 일본 제국군은 아마루베 철교를 산인 본선의 주요 거점으로서 적의 공격에 대하여 보호하려 했다. 1944년 제국 육군은 철교 부근에 감시 초소를 세웠는데 이 감시 초소에 통신선을 연결하는 데에는 전력이 필요했다. 때문에 그 때까지 도칸 터널의 공사를 위해 쓰여 온 수력 발전을 통해 만들어 낸 소량의 전력을 써 온 아마루베의 촌락을 가스미 지역과 송전선으로 연결하였다. 또한 1945년에는 일본국유철도 오사카 철도 관리국(지금의 서일본 여객철도 후쿠치야마 지사에 해당)이 다이테쓰 공업 후쿠치야마 지점에 철교를 적의 공격으로부터 지키기 위한 대책을 만들어줄 것을 의뢰했다. 그리하여 철교에 위장색을 덧입히고, 상록수를 심어 철교를 위장하는 것과 함께 교각 하부를 콘크리트로 보강하는 대책이 세워졌다. 그러나 열차가 통과할 때 생기는 진동 때문에 콘크리트를 심는 공사가 어렵다는 반론이 나와 한창 이 문제에 대해 당국이 고심하던 중 전쟁이 끝났고, 다이테쓰 공업이 낸 대책들은 실행되지 못했다.

### 아마루베 역의 설치
완성 당시에는 아마루베역이 존재하지 않았기 때문에 마을 주민들은 열차들을 피해 교량과 터널, 선로를 따라 요로이역까지 걸어서 열차를 이용해야만 했다. 거기에다 아마루베 촌이 가스미 정에 합병되면서 아마루베 촌에 있던 가스미 중학교 분교가 없어지게 되자 아마루베에 살던 중학생들은 매일 위험한 선로를 따라 통학해야만 했다.
그리하여 1955년부터 계속되어 온 주민들의 진정으로 1959년 1월 일본국유철도는 아마루베 촌 부근에서 바로 이용할 수 있는 역을 설치하기로 결정했다. 이 과정에서 마을의 아이들이 역까지 이어지는 진입로와 승강장을 만드는 데 필요한 돌들을 바닷가에서 캐내오는 것을 거들기도 했다. 1959년 4월 16일 아마루베 역이 다리의 서쪽에 개업했다. 개업할 무렵에는 통근 시간대에만 열차들이 섰으며 낮 시간대에는 모든 열차가 통과했다. 그러나 차차 정차 편수가 늘어나다가 1978년 10월에 이루어진 시간표 개정 때부터 야간열차를 제외한 모든 보통 열차가 정차하게 되었다(1985년 3월 시간표 개정으로 야간 보통 열차는 폐지되었다.).

### 1986년 열차 추락사고

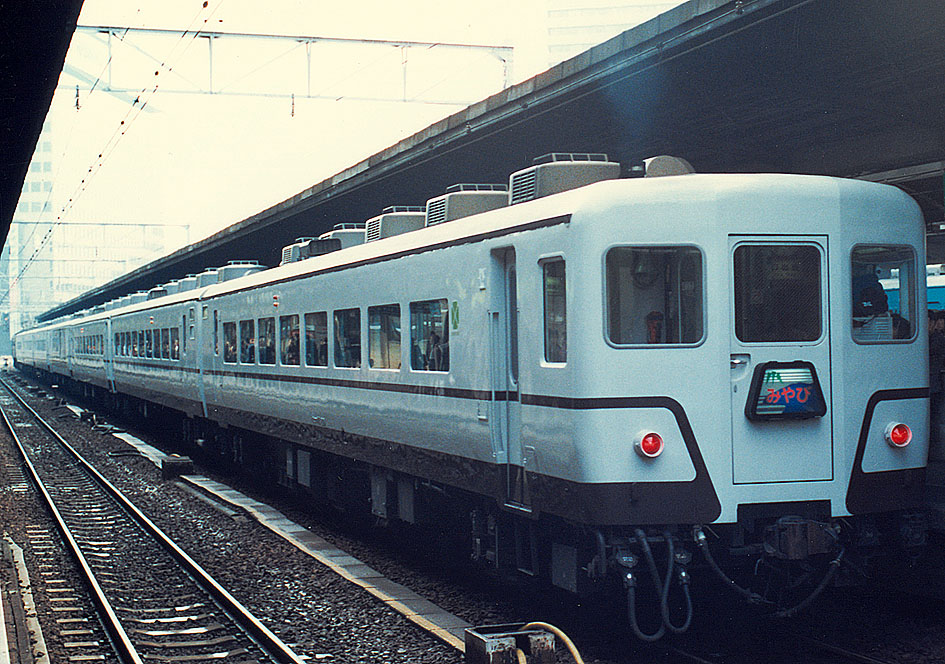
사고로 피해를 입은 '미야비'

1986년 12월 28일 오후 1시 25분 경, 가스미역에서 하마사카역으로 회송 중이던 DD51형 디젤 기관차 1187호기가 이끄는 단체 열차 '미야비' 8량 편성이 동해에서 불어온 최대 풍속 33 m/s의 돌풍에 휩쓸려 교량 아래로 굴러 떨어졌다. 굴러 떨어진 객차는 교량의 바로 아래에 있던 수산 가공공장과 민가에 부딪쳐 공장이 완전히 무너지고 민가도 거의 부서졌다. 회송 중이었기 때문에 승객은 없었으나, 공장에 있던 5명의 직원과 열차에 승무 중이던 차장이 사망하고, 객차 안에 있던 니혼쇼쿠도 사의 차내 판매원 3명, 공장 직원 3명이 크게 다치는 인명 피해가 발생했다. 다만 객차보다 더 무거웠던 기관차는 굴러 떨어지지 않았고, 민가도 비어있었기 때문에 기관사와 민가에 원래 살던 주민은 다치지 않았다.
일본국유철도의 기록에 따르면 민영화 이전까지 열차가 바람에 밀려 탈선한 일은 전국적으로 16건이 있었으며, 이 중 철교에서 일어난 탈선 사고는 3건이었다. 그러나 철교에서 일어난 탈선 사고로 사람이 죽거나 다친 것은 1899년 10월 7일에 도호쿠 본선 야이타역 ~ 노자키 역 구간에서 일어난 철교 탈선 사고로 20명이 죽고 45명이 다친 이래 87년만이었다.
풍속이 25 m/s를 넘었음을 표시하는 경보 장치가 사고가 일어나기 전 2번 울렸으나, 첫 번째 경보는 지령실이 가스미 역에 확인했을 때 풍속이 20 m/s로 이상이 없다는 보고를 받아 처리를 보류했으며, 두 번째 경보가 울렸을 때는 열차를 멈추기에는 때가 너무 늦었다.
사고 후 총 344명의 작업원이 들어가 침목 220개와 궤도 175 m를 교체하였으며, 31일 10시 30분 유족들로부터 운행을 재개할 수 있도록 허락을 맡아 같은 날 오후 3시 9분부터 열차의 운행이 재개되었다.

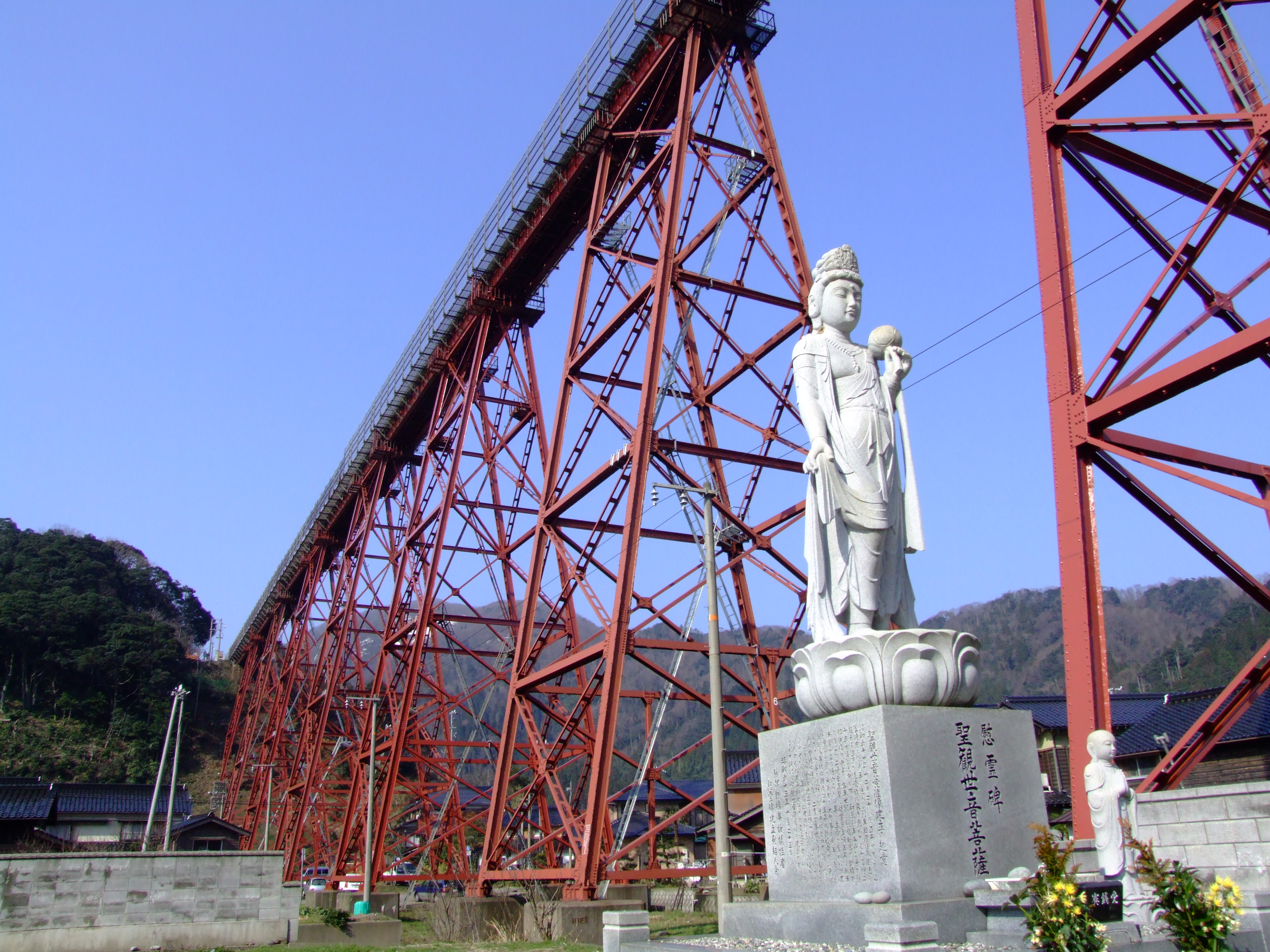
위령비

1987년 2월 9일 '아마루베 사고 기술조사위원회'가 출범하여 도쿄 대학의 마쓰모토 요시지 교수가 위원장을 맡았다. 기술조사위원회는 민영화 이후인 1988년 2월 5일 조사 보고서를 내놓았다. 조사 보고서에 따르면 다리에 설치되어 있던 두 대의 풍속계 중 한 대가 고장이 나있었으며, 다른 한 대도 오래되어 불안정한 상태였다. 기술조사위원회는 풍속계가 경보를 울린 뒤에 지령원의 판단을 통해 열차를 정지시키기로 한 것도 문제 삼았으며 자동적으로 열차를 정지시키도록 했어야 한다고 밝혔다. 한편 구보타 히로시가 쓴 《중대한 철도 사고의 역사》(鉄道重大事故の歴史)에는 풍속 33 m/s의 바람으로는 계산 상 열차가 뒤집어지지 않으며, 다리 위의 궤도가 바람이 부는 방향과는 정반대인 바다 쪽으로 휘어져 있던 점으로 보아 사고의 원인은 바람에 있지 않으며, 부실한 보수 공사에 있다는 위원회의 지적과는 다소 다른 주장이 실려 있다.
서일본 여객철도는 1988년 5월부터 운행 기준을 고쳐 풍속 20 m/s 이상의 바람이 불 때에는 가스미 역 ~ 하마사카 역 구간의 열차 운행을 중지시키고, 대행 버스를 운행하도록 하는 등 규제를 강화하였다. 1988년 10월 23일에는 사고 현장에 위령비가 세워졌다. 또한 사고 후부터 새 다리가 건설된 2010년의 25주기까지 매년 12월 28일에 희생자를 추도하는 법요회가 열렸다. 또한 당시 후쿠치야마 지령실의 지령장 및 지령원 3명이 열차를 정지시키지 못한 책임을 지고 금고 2년 ~ 2년 6개월 및 집행유예 기간이 붙은 처벌을 받게 되었다.

### 유지에 따른 부담
세월이 흐르면서 노후화된 옛 교량을 유지하는 데에는 여러 부담이 뒤따랐다. 교량 바로 아래에 거주하는 주민들은 열차가 통과할 때 생기는 소음이나, 다리에서 떨어지는 철도 부품, 얼음덩이나 고드름, 빗물 따위, 깨진 유리 조각, 자살하려 다리에서 뛰어내리는 사람 등과 부딪쳐 다치거나, 불안감과 같은 정신적인 피해, 차량이 파손되는 것과 같은 재산적인 피해를 보고 있었다. 하지만 철교에 깔려있던 추락 방지용 울타리는 허술했으며 작은 물체가 떨어지지 않도록 막아주는 쇠그물도 있지 않았다.
열차 운행 면에서도 여러 문제점이 있었다. 열려 있던 창으로 돌풍이 들어와 창문이 깨지거나 바깥으로 날아가 떨어지는 일이 자주 일어났으며 1986년 열차 추락사고가 발생한 이후 풍속 규제가 강화되면서 표정 속도와 정시성도 떨어졌다.

### 보존 문제
열차 추락사고 후에 풍속 규제가 강화되면서 열차의 운행 휴지나 지연이 자주 생기자 그 대책으로 방풍벽의 설치가 검토되었으나 장기적인 안전성을 고려하여 새 다리를 짓는 것이 결정되었다. 그 이후 옛 교량을 어떻게 할 것인지에 대해서는 근대 토목 유산으로서 보존의 가치가 있다는 주장이 나오면서 교각의 일부를 보존하거나 기념관을 세워야 한다는 주장이 나왔다. 결국 지역 당국은 '아마루베 철교 활용 검토회'를 조성하여 옛 교량의 보존 문제를 처리하고자 했다.
지역 주민 중에는 옛 교량을 보존하는 것에 대해 부정적인 의견을 보인 사람, 관광객의 부도덕한 행동이나 열차 추락사고의 기억, 안전성에 대한 의심 때문에 철거를 주장하는 사람들도 있었다. 하지만 한편으로는 "옛날부터 있던 다리를 없애면 허전하다"며 옛 교량에 대한 동정의 목소리를 내는 이들도 있었다.
검토회는 이와 같이 교각 보존에 대하여 다양한 의견과 견해를 검토한 끝에 2009년 3월 아마루베 역 부근에 있는 3기의 교각과 도리를 보존하기로 했다고 발표했다. 또한 옛 교량의 남겨진 부분을 이용하여 철도 전망대를 조성하고, 시마네 현의 지역자원 특성을 반영한 5곳의 존을 만들며, 철도 기념 시설, 도로 휴게소, 자유광장, 강변 공원, 산책로 등을 기념사업으로서 조성하겠다고 발표했다. 이 중 철도 전망대 '소라노에키'는 2013년 5월 3일에 개방되었다.

## 새 교량
새 교량은 2007년 3월 29일에 착공, 2010년 8월 11일에 완성되었고 같은 해 8월 12일 개통되었다. 가설 위치는 옛 교량에서 남쪽으로 7 m 떨어진 곳으로 공사하는 데에는 30억 엔이 들었다. 구조는 프레스트레스트 콘크리트로 만든 엑스트라 도스트 형식이다. 옛 교량 시절 때부터 문제로 지적되어 오던 정시성 저하는 투명 아크릴로 만든 방풍벽을 설치하여 풍속 30 m/s 수준의 바람이 불 때까지 열차의 정상적인 운행이 가능하도록 하였으며, 콘크리트로 만든 방음벽으로 소음 또한 크게 줄였다. 또한 물체가 떨어지는 것을 막기 위해 다리 양 옆으로 여분의 공간을 설치했다. 또한 아마루베 역 승강장의 위치가 새 교량의 건설에 맞추어 약간 옮겨졌다.
디자인은 '직선으로 구성된 간결함' 등을 중시하여, 옛 교량의 이미지를 따라 도리를 얇은 것으로 사용하는 등 얇고 직선적인 이미지를 계승하는 것을 목표로 설계되었다.

### 사전 논의와 진전

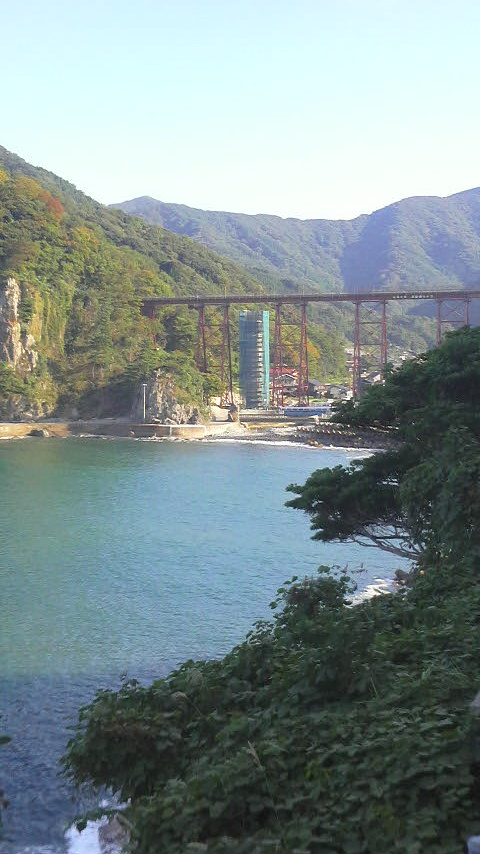
새 교량이 공사 중이던 시기에 찍은 사진

1986년에 일어난 열차 추락사고 이후 운행 규제가 강화되면서 열차 운행 휴지나 지연이 자주 발생하였고 (1994년부터 2003년 사이에만 120번의 열차 정지와 84번의 운행 휴지가 일어났다.), 이로 인해 연선 지역 주민들의 통근·통학이나 경제 활동에 큰 지장을 주게 되자 이러한 문제들의 해소를 위해 1991년 3월 돗토리현과 효고 현을 비롯한 지방자치단체를 중심으로 '아마루베 철교 대책 협의회'가 세워지기에 이르렀다. 대안으로 새 철도를 건설하는 것이 검토되었으나 기존 역의 이전 등으로 많은 비용이 들기에 반려되었다. 대신 옛 교량에 방풍벽을 설치하는 안이 1994년 3월부터 검토되었다. 그러나 풍동(風洞) 실험 등을 통해 보강한 방풍벽을 설치함으로써 강풍에 어느 정도 대응할 수는 있지만, 옛 교량이 너무 오래되었기 때문에 장기적인 안전성을 확보하기 어렵다는 이유로 이 안 또한 반려되었다. 2001년 11월 22일 서일본 여객철도는 지역 당국 쪽에 새 교량을 건설하는 것을 제의했다.
그리고 2002년 7월 25일에 열린 아마루베 철교 대책 협회의 임시총회에서 지역 당국은 새 다리를 건설하는 안의 추진을 결정했다. 같은 해 12월에는 '아마루베 철교 정시성 확보를 위한 새 교량 검토회'를 설치하여 대학 교수, 서일본 여객철도, 일본 철도종합기술연구소, 지방 당국 관계자 등이 새 교량에 관해 올라온 각종 안건에 대해 검토했다. 그 결과 경제성이 높고 공사에 필요한 운행 휴지 기간이 비교적 짧은 '프리스트레스트 콘크리트 라멘(Rahmen) 구조'로 다리를 짓는 안을 채택하여 2003년 9월 1일 효고 현 지사에게 이와 같은 내용을 담은 소견서를 제출했다.
새 교량의 구조 설계는 JR 서일본 컨설턴트가 맡았다. 검토 결과 프리스트레스트 콘크리트 라멘 구조로 다리를 지으면 도리가 커지는 단점을 확인하고, 아마루베 철교 대책 협의회의 재검토를 받아 2005년 3월 최종적으로 '엑스트라도스드 프리스트레스트 콘크리트 구조'로 다리를 짓는 것으로 확정했다.
비록 돗토리 현 지방 의회가 침대특급 이즈모 호가 2006년 폐지된 것을 이유로 새 교량의 건설에 대한 지원 예산을 편성하지 않을 수도 있다는 부정적인 의견을 보였으나, 곧 의견을 수정하여 3억 2천만 엔의 지원 예산을 편성했다.
총 사업비용 약 30억 엔 중 6억 엔은 서일본 여객철도, 4억 8000만 엔은 돗토리 현, 19억 2000만 엔은 효고 현이 부담했다.

### 교량의 설계

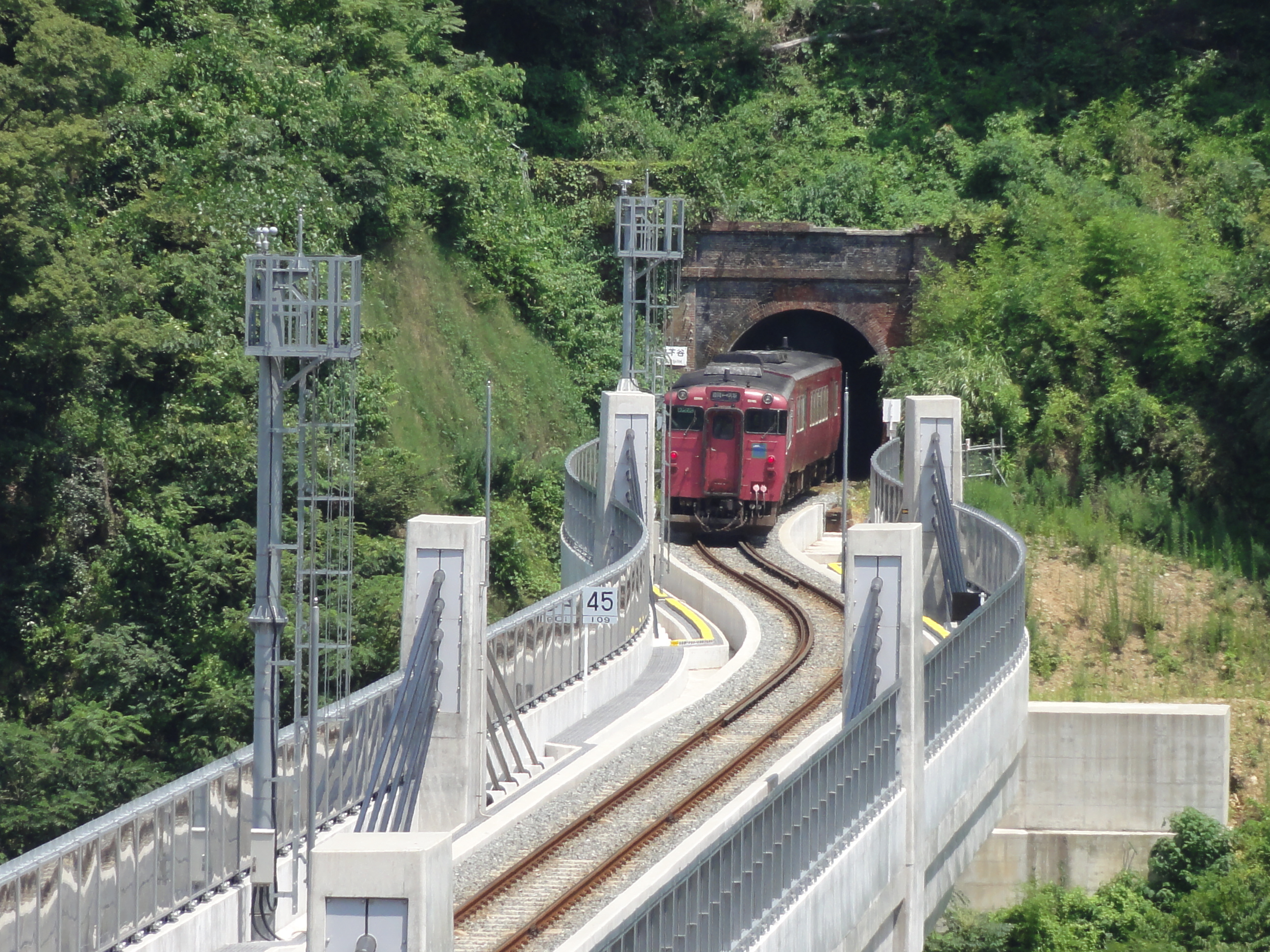
새 교량의 교토 방면 선로는 S자로 된 곡선 구조이다.

새 교량은 프리스트레스트 콘크리트 5경간 연속교·엑스트라도스드 박스형 도리 구조의 다리로 설계되었다. 새 교량의 가설 위치는 궤도 중심면을 기준으로 옛 교량에서 약 7 m 남쪽으로 떨어져 있는 곳으로 정해졌다. 교토 방면으로는 터널이 있으며, 하타부 방면으로는 아마루베 역이 위치해 있기 때문에 이를 고려하여 선형은 평면 구조를 채용했다. 동쪽으로는 S자로 된 곡선 도리를 깔아 이미 지어진 터널과 바로 연결될 수 있도록 했다. 한편 서쪽으로는 산을 깎아 선로를 부설할 공간을 확보하였는데 이에 따라 아마루베 역 승강장의 위치가 조금 옮겨졌다. 평면 선형 구간은 교토 방면에서 반경 300 m의 S자형 곡선이 이어진 다음, 그 뒤로 직선 구간이 이어지며, 마지막으로 반경 2,500 m의 우측 곡선이 이어진다. 반면 종단선의 선형은 수평 구조이다. 또한 설계도 상 교량의 활하중은 EA-17급이다.
하부 구조는 4기의 교각과 2기의 교대로 이루어져 있으며 교각들은 옛 교량처럼 교토 방향에서부터 차례로 제1호 ~ 제4호 순으로 번호가 붙어 있다. 이 중 제1호에서 제3호까지는 교각의 굵기가 4 m, 제4호는 3 m이다. 또한 유효 경간은 교대에서 제1호 교각까지가 50.1 m, 제1호 ~ 제2호 교각과 제2호 ~ 제3호 교각이 82.5 m, 제3호 ~ 제4호 교각이 55.0 m, 끝으로 제4호 교각에서 교대까지가 34.1 m이다. 이 유효 경간의 배치는 제1호 교각과 제2호 교각 사이로 나가타니 강과 국도 제178호선이 지나는 점과, 옛 교량의 교각을 피해 새 교각을 건설해야하는 점, 상부 공작물의 돌출부 가설의 균형 등을 고려한 것이다. 교각의 높이는 제4호 교각의 33.67 m부터 제1호 교각의 36.0 m까지 제각각 다르며, 땅 밑으로는 최대 23.0 m까지 구덩이를 파 다리의 기초로 삼았다. 아마루베 철교는 교각의 높이가 비교적 높기 때문에 지진이 일어났을 때 빠른 복구가 어려우므로 이를 예방하기 위한 내진 설계가 설계의 중심이 되었다.
상부 구조는 높이 3.5 m로 높이가 일정한 형교(桁橋) 구조이다. 이는 '옛 교량의 이미지를 계승할 다리'라는 디자인 컨셉을 따른 것이다. 또한 이러한 컨셉으로 주탑의 높이도 3.5 m로 맞추려 했으나, 지역 당국이 "보다 상징적인 다리를 만들기 위해 주탑을 높게 해달라"고 요청하였고, 주탑과 케이블의 유지·보수 또한 고려 대상이 되어 주탑의 높이는 5.0 m가 되었다.
다리 위에 깔리는 궤도는 장대 경간 구조의 프리스트레스트 콘크리트 구조로 크리프나 건조 수축에 따른 다리의 길이굽음의 변화량이 크기 때문에 안전성을 고려하여 밸러스트 구조를 채용했다. 이 구조를 통해 소음을 줄일 수 있었다. 또한 프리스트레스트 콘크리트 구조는 궤도 사이에 빈 공간이 없기 때문에 궤도 사이로 솟아오르는 바람이 열차에 영향을 끼치지 못할 뿐만 아니라, 열차에서 나온 물체가 다리 밑으로 떨어지는 일도 없게 되었다. 또한 바람에 대한 대책으로 높이 1.7 m의 방풍벽을 설치하여 풍속 30 m/s에도 열차의 운행이 가능하도록 하였고, 조망을 확보하기 위하여 방풍벽을 만드는 데에는 투명 아크릴판을 사용했다. 이 밖에 아마루베 지구는 눈이 많이 내리기 때문에 교량에 눈이 쌓이지 않게 할 대책이 필요했는데 기존의 물을 이용한 융설(融雪) 장치는 각종 설비가 추가로 필요했기 때문에 저설(貯雪) 시설로 대체하였다. 20년 동안을 기준으로 적설량 116 cm을 상정하여 궤도 사이에 저설 공간을 만들어 다리 밑으로 눈이 떨어지는 것을 막았다. 또한 장기적으로 산인 본선의 전철화를 고려하여 전기선이 설치될 공간을 남겨두었다.
위와 같은 설계를 책임진 인물은 JR 서일본 컨설턴트의 기술 책임자였던 기타우시로 이쿠오(北後征雄)였다. 기타우시로는 대장암으로 병원에 입원해 있던 중 부하 직원이 가져 온 설계도를 병상에서 눈으로 확인하고 서명하여 작업을 속행토록 지시해왔으나, 공사가 한창 진행 중이던 2008년 6월 10일 사망했다.
새 교량을 건설하기 위해 필요한 토지의 매수에 착수했을 무렵 부근의 토지들이 법무국이 제공한 지도에 그려진 것과 상황이 사뭇 다른 '지도 혼란 지역'임이 밝혀졌다. 이는 1893년, 1918년, 1990년의 세 번에 걸쳐 이 지역에 큰 수해가 발생해 지형이 조금씩 바뀌어 온 지역도 생겼고, 복구 작업을 거치면서 원래와는 다른 지형이 된 지역도 생겼으며 법적 절차를 거치지 않은 불법 토지 매매나 개량 공사가 이루어진 지역도 생기면서 각종 기록들이 뒤엉켰기 때문이다. 결국 서일본 여객철도를 중심으로 부지의 실소유주와 토지를 저당 잡은 이들 등이 모여 1년 7개월간의 교섭을 벌인 끝에 114필, 30,000 m²의 토지를 합의로 작성된 공공 지도에 추가하였다. 나카타 구니오 등이 쓴 《산인 본선 아마루베 교량 개축에 따른 법무국 제공 지도의 대규모 정정》에서는 특히 아마루베 일대의 땅을 저당 잡아놓았지만 아마루베에서 멀리 떨어진 곳에 사는 권리자들과의 교섭에서 서일본 여객철도가 이들에게 새 교량의 건설이라는 목표를 상기시킴으로써 권리자들이 수긍하게 만들었을 뿐만 아니라, 아마루베 철교의 일본 내 저명성도 높이게 되었다고 평가했다.

### 건설 과정

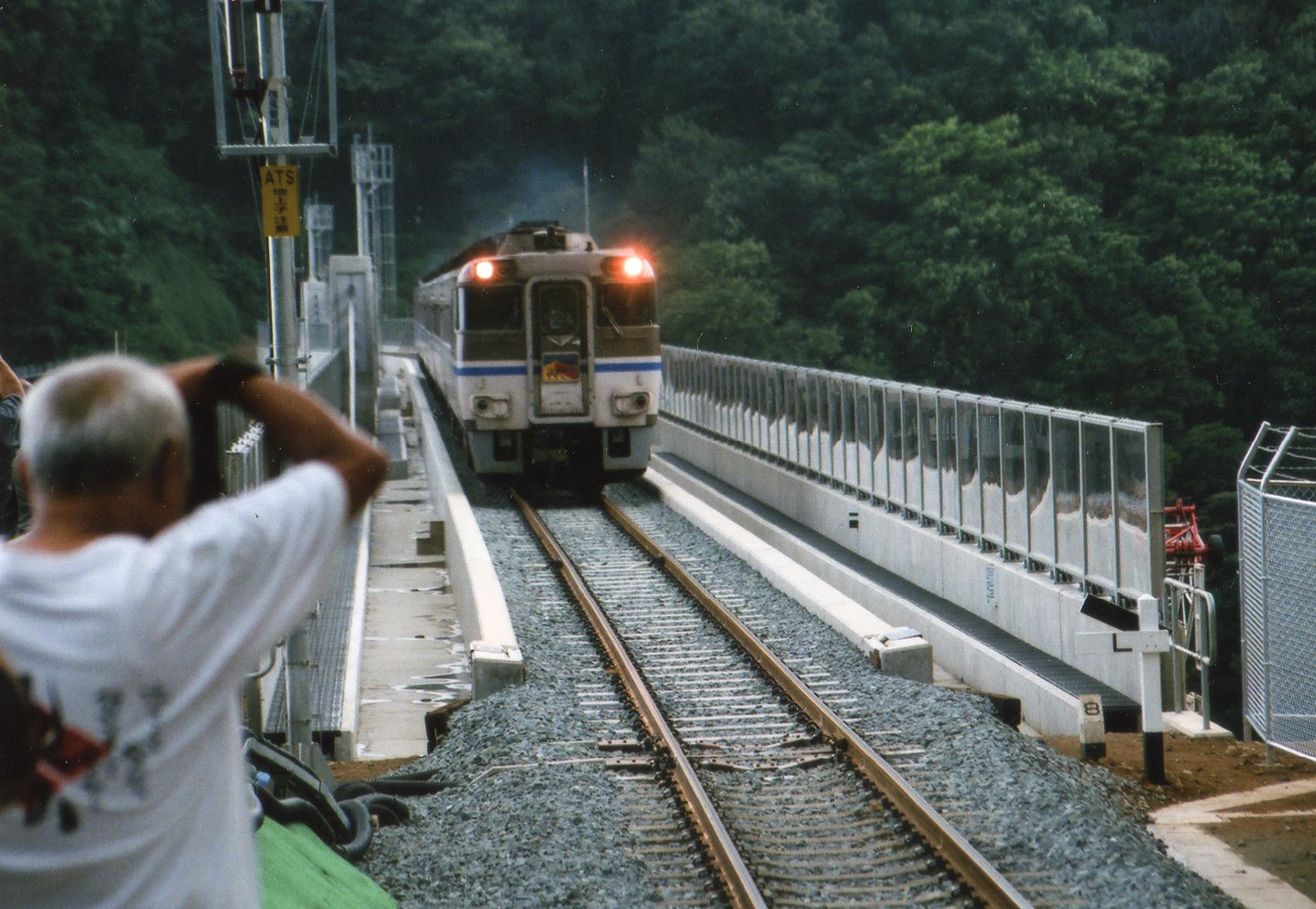
새 교량을 지나가는 '하마카제'

새 교량 건설 사업의 공식 명칭은 '산인 선 요로이·아마루베 간 아마루베 교량 개축 공사'로 공사는 시미즈 건설과 제니타카의 특정 건설 공동 기업체가 맡았다. 2007년 3월 29일에 본 공사에 들어가 5월 27일에는 서일본 여객철도 관계자, 이도 도시조 효고 현 지사, 주변 지방자치단체의 대표, 1986년 아마루베 철교 열차 추락사고의 유족 등이 참석한 가운데 새 교량 공사의 기공식을 열었다.
교각 공사는 나가타니 강 주변의 제1호 교각, 국도와 정도(町道) 사이의 제2호 교각, 정도와 아마루베 역 사이의 제3·4호 교각의 세 구역으로 나누어 진행했다. 이에 따라 나가타니 강에는 두 개의 공사용 잔교(棧橋)가 세워졌다.
2007년 11월부터 교각의 기초 공사에 들어갔다. 제1호 ~ 제3호 교각은 현쟁 타설 콘크리트 파일 공법으로 지어진 것과 달리, 제4호 교각은 경사에 지어지게 되기 때문에 파일 공법이 아닌 반달형 제방 공법을 이용한 대구경 심초(深礎) 말뚝 구조로 지어졌다. 그리고 교각에 들어갈 철근은 지상에서 조립한 뒤 완성된 것을 붙였다. 또한 근처에 해안이 있어 바닷바람으로 철근이 부식될 수 있는 점을 고려하여 제1호·제2호 교각에는 200 mm의 콘크리트 피복을 덧입혔지만, 피복만으로는 금이 가는 것을 막지는 못하는 단점이 있어 폴리에틸렌 테레프탈레이트(PET) 섬유를 피복에 섞었다. 한편 제1호 교각과 교토 방향의 교대는 새 교량 공사가 이루어지기 전까지 S자의 도리를 구축해두어야만 했기 때문에 원래 도리를 설치할 곳의 남쪽에 임시로 교각과 교대를 구축했는데, 제1호 교각의 가설 부분은 직경 1 m의 프리스트레스트 고강도 콘크리트 파일(PHC 파일)로 제조된 기둥 네 개가 받드는 구조로 이루어져 있었다. 교각은 2008년 후반에 이르러 하나 둘씩 세워졌으며 이때부터 타워 크레인이 현장에 투입되었다.
2009년 봄부터는 도리의 공사가 시작되었다. 도리는 이동 작업차를 이용하여 교각 상부에 세웠다. 옛 교량의 도리와 이동 작업차의 간격이 약 30 cm 밖에 나오지 않았기 때문에 강한 바람으로 둘이 부딪치지 않도록 세심한 조작이 필요했다. 양쪽에서 시공해 온 도리의 합체가 완료된 뒤 이동 작업차를 해체해야 했으나, 도리를 시공하던 중 엑스트라도스드 구조의 경사 부재의 시공이 진행되고 있었기 때문에 교각이 있는 곳까지 차량을 옮기지는 못했고, 옛 교량의 교각의 돌출부나 다리 아래를 지나는 국도·정도 등의 위치를 고려하여 반대쪽 도리까지 이동하면서 차량을 내려야 했다. 결국 제2호 교각에서 제1호 교각 방향으로 시공하고 있었던 이동 작업차는 제1호 교각의 S자 도리와의 사이, 아직 좁혀지지 않은 틈새에 궤도를 넣어서야 반대쪽으로 이동할 수 있었다. 주탑의 높이는 5 m로 1.8 m의 시공 이음매가 있으며 그 위에는 안장 모양의 가대(架臺)가 세워져 있다. 경사 부재 케이블은 프리스트레스트 콘크리트강에 방청유(防錆油)를 바르고 폴리에틸렌 피복을 입힌 것을 사용하였으며 도리의 돌출 작업과 병행하여 가설·긴장 작업을 진행했다.

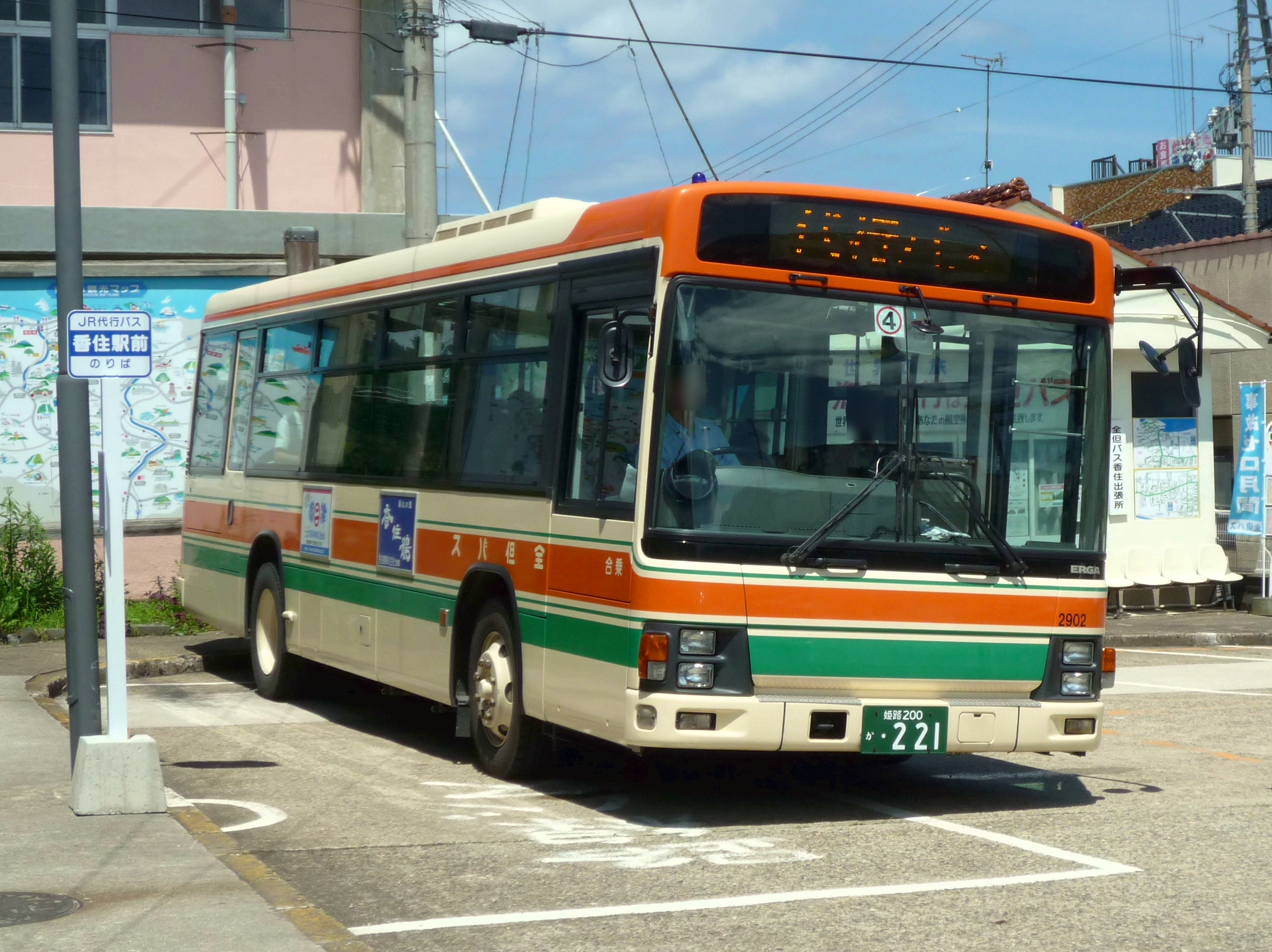
2010년 7월 17일 ~ 8월 11일 사이 운행이 중단된 산인 본선을 대체하기 위해 운행된 셔틀 버스.
(가스미역에서)

공사는 날씨의 영향을 거의 받지 않아 지연되지 않았고 원래 예정되어 있던 2010년 9월보다 개통 일정을 앞당길 수 있었다. 2010년 7월 17일부터는 산인 본선 해당 구간이 운행 휴지에 들어감과 동시에 옛 교량의 교토 방면 부분이 일부 철거되었고, 새 교량의 도리를 7월 20일 ~ 7월 23일 사이에 가설하는 '거더 이동·회전 공법'이 실시되었다. 이 공법은 일본에서 처음으로 쓰인 공법으로 이동시켜야 하는 도리는 전장 약 93 m, 무게 약 3,800 t이라 평행 이동에는 1,500 kN의 유압 잭을 교대에 1대, 제1호 교각에 4대 설치하여, 4.0 m 평행이동 시켰다. 그 후 제1호 교각 위에 철강제 스토퍼를 꽂아 회전축으로 쓰고, 교대에 설치한 유압 잭의 위치를 회전 위치로 옮겨 반시계 방향으로 5.2도(교각 위에서는 4.6 m 위치에 해당) 돌려 그 위치에 도리를 고정시켰다. 8월 초에는 접속부에서 설계 상 발생한 틈새를 콘크리트로 메우는 공사, 방풍벽을 설치하는 공사, 마지막으로 궤도 부설과 전기 설비 공사를 진행하여 같은 해 8월 11일에 새 교량의 공사를 모두 마쳤다.
2010년 8월 12일 아침 디젤 기관차가 이끄는 시운전 열차가 처음으로 새 교량을 건넜고, 정기 열차의 첫 운행은 오전 6시 반 즈음에 있었다. 특히 첫 정기 열차가 새 교량을 지나갈 때에는 지역 주민 120명이 시승하였다. 같은 날 열린 완공 기념식에서는 효고 현과 돗토리 현의 지사, 지역 국회의원, 지방자치단체의 대표 등이 참석하여 열차 추락사고의 희생자에 대한 묵념의 시간을 가진 뒤 축사를 읽었다. 지역 주민들도 새 교량의 높이와 같은 41.5 m 길이의 떡을 만들고, 박 터뜨리기 대회 등을 열어 교량의 개통을 축하했다.
새 교량을 사용하기 시작함에 따라 풍속으로 운행이 규제되는 기준치도 30 m/s로 완화되었으나, 2010년 12월 9일 풍속이 처음으로 기준치를 넘긴 31.5 m/s에 도달하여 운행 휴지가 발생했다. 다만 새 교량을 사용하기 시작하고 나서 이 날까지 풍속이 이전의 기준치였던 20 m/s를 넘기는 날이 16일 정도 있었으나 사고는 없었다.
신아마루베 철교는 2010년도 일본토목학회 다나카 상의 작품상을 받았다. 이 밖에도 프리스트레스트 콘크리트 기술 협회의 작품상, 일본 콘크리트 공학회의 작품상, 엔지니어링 공로자상 등도 받았다.

## 관광

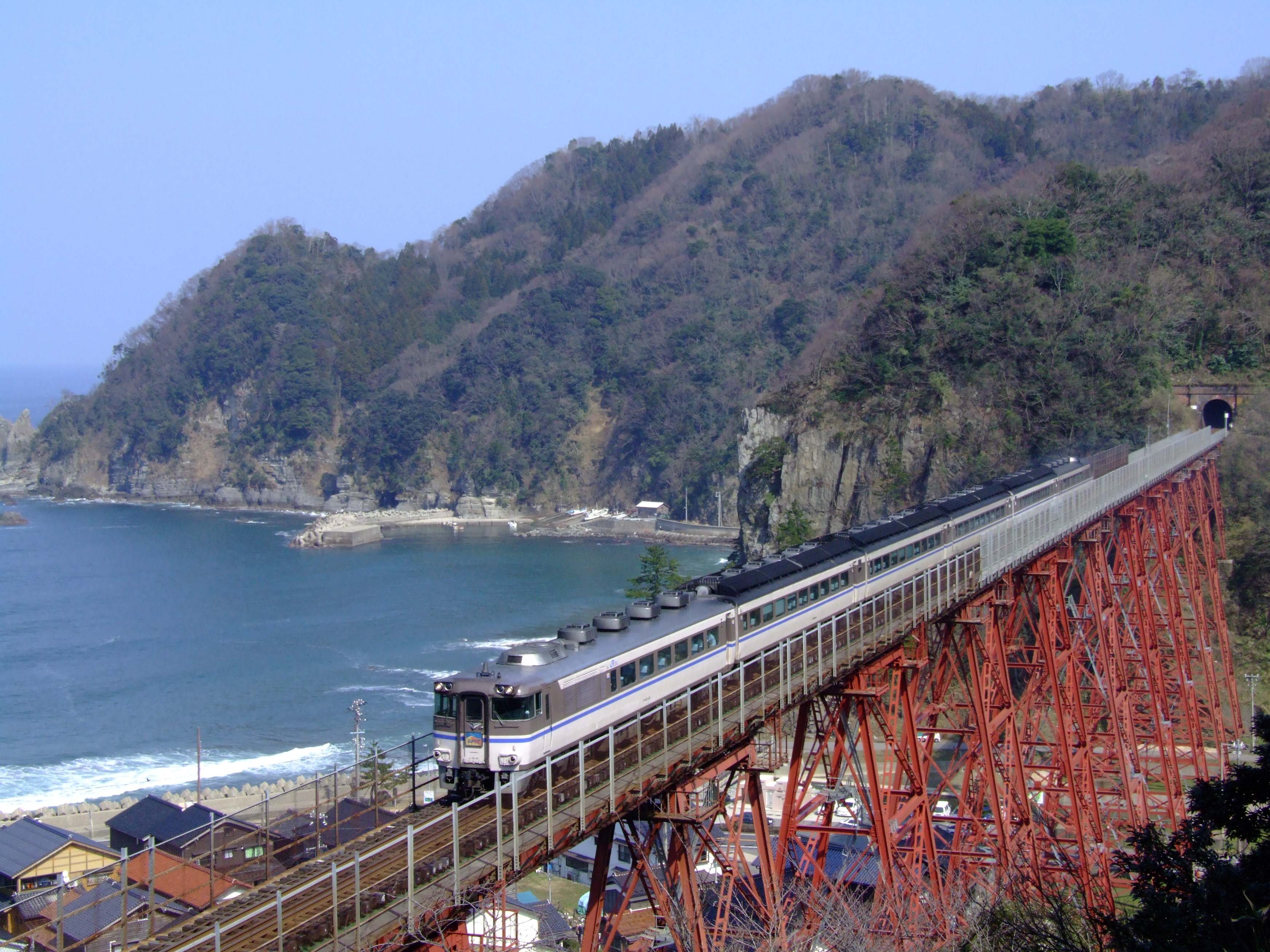
아마루베 역의 촬영 명소에서 찍은 사진.
하마카제 호가 통과하고 있다.

아마루베 철교는 2005년 새 교량의 건설이 발표된 이후 관광객 수가 급증하였다. 가미 정의 통계로는 2004년에는 1만 3,000명, 2005년에는 8만 3,000명, 2006년에는 29만 명, 2007년에는 20만 9,000명의 관광객이 아마루베 철교를 찾았다. 다만 이 중에는 새 교량이 이미 완성된 줄로 오해하고 교량을 찾은 이들도 있었다.
가미 정은 철교의 감상을 목적으로 아마루베 철교를 찾은 관광객의 수가 새 교량 개통 이후 점차 줄어드는 것에 대하여 우려를 드러냈다. 이에 대한 대책을 세우기 위해 효고 현과 가미 정은 '아마루베 철교 활용 검토회'를 조직하여 새 교량 개통 이후의 옛 교량의 활성화에 대한 각종 안건을 검토해왔다. 그 결과 옛 교량 중 서쪽의 교각과 도리 일부를 '하늘의 역'이라는 전망대로 조성하고, 도로 휴게소를 건설하여 아마루베 철교의 기념 시설을 만들기로 했다. 또한 가미 정 아마루베 지구의 주민들도 자발적으로 '내일의 아마루베를 만드는 모임'을 결성하여 새 교량 개통 이후의 아마루베 지구의 관광 활성화 방안에 대해 검토하여 '하늘의 역'과 도로 휴게소를 중심으로 주변 지역의 지형을 활용한 걷기 대회를 개최하고, 도로 휴게소에서는 아마루베 지역의 특산물을 판매하게 되었다.

## 참고 자료
단행본
- 가미 정 (2007년 12월). 《아마루베 철교》. 가미정.
- 아오키 에이이치 (2008년 10월 15일). 《철도의 지리학》 초판. WAVE 출판. pp.159 – 162쪽. ISBN 978-4-87290-376-8.
- 다무라 요시코 (2010년 7월 30일). 《아마루베 철교 이야기》. 신초샤. ISBN 978-4-10-313506-7.
- 오사카 철도관리국 역사 편찬 위원회; 덴노지 철도관리국 역사 편찬 위원회; 후쿠치야마 철도관리국 역사 편찬 위원회 (2004년 12월). 《긴키 지방의 일본국유철도》.
- 후쿠치야마 구조물 검사 센터 (1982년 3월 1일). 《산인 본선 요로이 ~ 아마루베 구간 아마루베 교량》.
- 사사키 도미야스·아미야 료이치 (1999년 2월 10일). 《사고의 철도사 속편》. 일본경제평론사. ISBN 978-4-8188-0819-5.

저널
- 나카가와 고이치 (2006년 12월). “아마루베 교량 건설·보수의 수수께끼를 풀다”. 《철도 픽토리얼》 (전기차 연구회) 783: pp.113 – 117.
- 구보타 게이이치 (1917년 2월). “내지(本邦) 철교의 연혁에 대하여” (PDF). 《토목학회지》 (토목학회) 3 (1): pp.83 – 130. 2010년 9월 12일에 확인함.
- 미야케 지로; 오카무라 노부사부로 (1912년 4월). “산인 선 아마루베 고가교 공사 개황” (PDF). 《공학회지》 (공학회) 350: pp.167 – 176. 2010년 9월 29일에 확인함.
- 고니시 준이치 (2007년 7월). “아마루베 교량 1”. 《철도 팬》 (코유샤) 555: pp.114 – 119.
- 고니시 준이치 (2007년 8월). “아마루베 교량 2”. 《철도 팬》 (코유샤) 556: pp.124 – 131.
- 가네코 마사시; 쓰쓰미우치 유타카; 니시다 도시오; 니야마 야스후미 (2009년 12월). “아마루베 교량의 역사와 새 교량의 설계”. 《교량과 기초》 (건설도서): pp.13 – 18.
- 쓰쓰미우치 유타카 (2009년 3월). “아마루베 교량의 개축 과정에서의 교량 상세 설계”. 《일본철도시설협회》 (일본철도시설협회): pp.56 – 58.
- 쓰쓰미우치 유타카 (2008년 3월). “아마루베 교량의 개축 과정에서의 교량 상세 설계”. 《일본철도시설협회》 (일본철도시설협회): pp.46 – 48.
- 마쓰다 요시후미 (2010년 9월). “새 아마루베 교량의 완성에 대한 생각”. 《토목시공》 (오피스 스페이스): pp.69 – 72.
- 가네코 마사시; 나카하라 도시유키; 사키야마 이쿠오; 마에다 도시미쓰; 오노 히로시 (2010년 9월). “아마루베 교량 개축의 시공과 기술”. 《토목시공》 (오피스 스페이스): pp.73 – 80.

인터넷
- “아마루베 철교 활용 검토회 제1회 회의 자료” (PDF). 효고현. 2006년 3월 15일. 2010년 9월 12일에 확인함.[깨진 링크(과거 내용 찾기)]